# Actuaciones en directo de Madonna

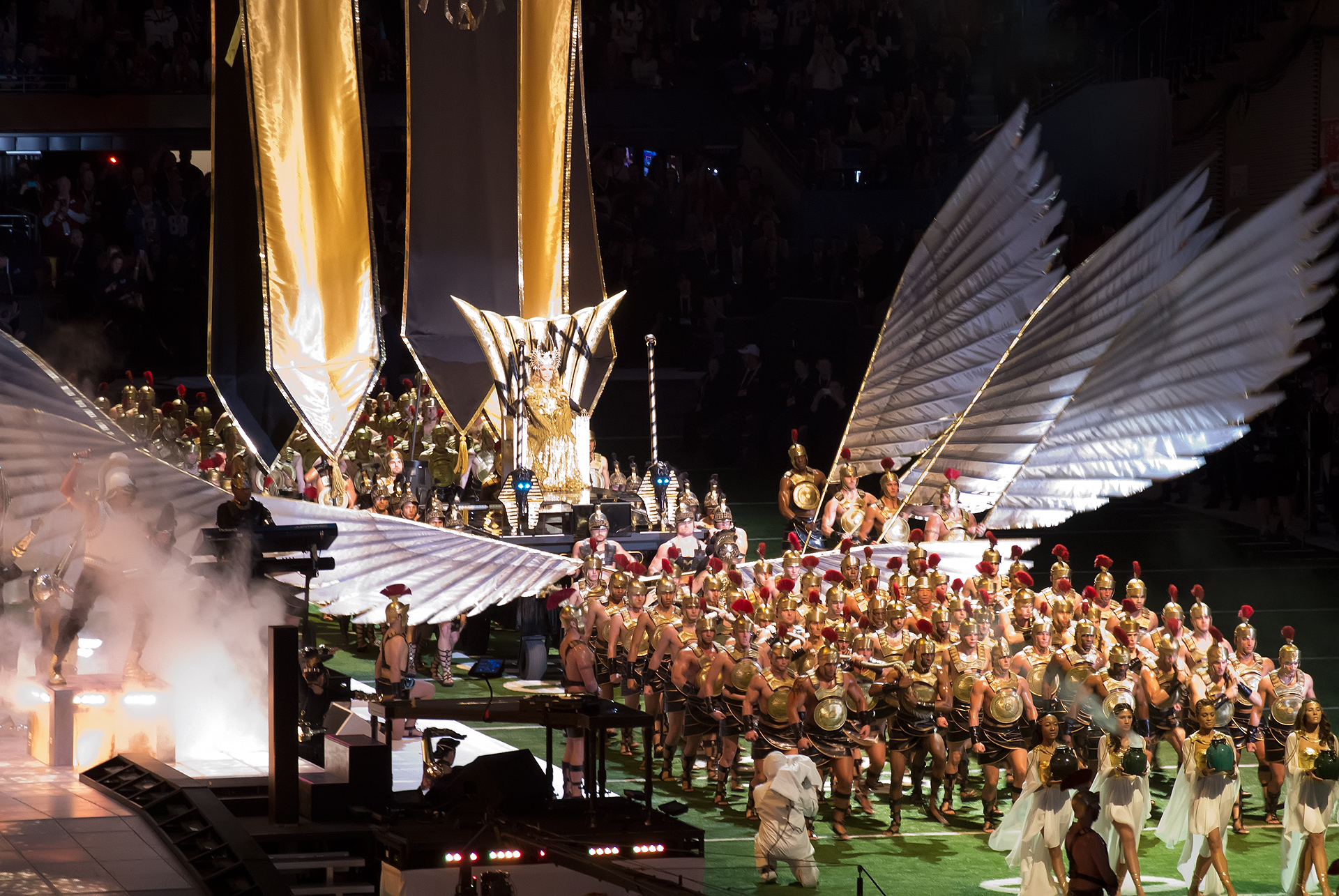
Madonna durante el acto de apertura del espectáculo de medio tiempo en el Super Bowl XLVI.

Gráfico que muestra los países donde Madonna ha realizado presentaciones (hasta 2022).

Las actuaciones en directo de la artista estadounidense Madonna, consisten en una amplia participación en programas de televisión, festivales, ceremonias de premios, eventos humanitarios y deportivos, así como un amplio repertorio de presentaciones en muchas ciudades del mundo por sus giras musicales. Muchas de estas actuaciones se han transmitido por TV satélite e Internet y han sido distribuidas por compañías como Semtex Girls, propiedad de la artista.
Sus puestas en escena a menudo generan mucha controversia, pero son ampliamente aclamadas por la crítica, económicamente rentables y disfrutan de una recepción positiva entre el público. Algunos ejemplos incluyen, los MTV Video Music Awards 1984 y las ediciones de 1990 y 2003. Tras ser vista por más de 114 millones de espectadores, su actuación en el Super Bowl XLVI figuró en el Libro Guinness de los Récords como la mayor audiencia para un espectáculo de medio tiempo en la historia. Su presentación en el Brixton Academy del 2000, se convirtió en la webcast más vista de todos los tiempos. El The MDNA Tour contó con las pantallas más grandes para cualquier gira musical en la historia y el Sticky & Sweet Tour figuró como el segundo tour de mayores ingresos de todos los tiempos y el primero para cualquier solista musical.
De sus presentaciones se han hecho extensos análisis como parte de los estudios sobre Madonna. La Universidad de Oviedo en un curso sobre la artista mencionó que «los conciertos y las giras mundiales de Madonna se han convertido en un acontecimiento global que trasciende ya lo estrictamente musical». En general, la artista mezcla teatro, cabaré, fantasía, circo y cultura burlesque con una multimedia audiovisual de última tecnología. Su presencia en el escenario se le ha situado como algunos de los momentos que han definido la cultura popular, muchos llegando a ser considerados entre los más representativos de la escena musical y recreados por otros medios de comunicación y artistas, o tomadas como un punto de referencia. Además, algunos vestidos usados por la artista durante sus conciertos se han convertido en iconos en la moda, exhibidos ahora a través de galerías de arte a nivel mundial y subastados por precios históricos.
Hasta el 2014, cerca de 10 millones de personas habían asistido a sus recitales (solamente en sus giras), audiencia de toda orientación sexual y clases sociales. Algunos autores han descrito su audiencia en sus espectáculos como una especie de «peregrinación religiosa». Además, a Madonna se le ha nombrado la «Reina de los conciertos», del directo y de MTV. Es el primer músico que recrea sus videoclips en directo y uno de los primeros en adoptar auriculares libre de manos. De hecho, a un modelo se le nombró «Madonna-mic» en su honor. A grandes rasgos, los críticos acreditan a Madonna como la responsable de cambiar el sentido de los conciertos en directo y de las giras musicales, dando paso a las nuevas generaciones de artistas con elaboradas puestas en escena.
Los siguientes ejemplos están clasificadas por décadas: 1980s, 1990s, 2000s y 2010s

## Reseñas y análisis

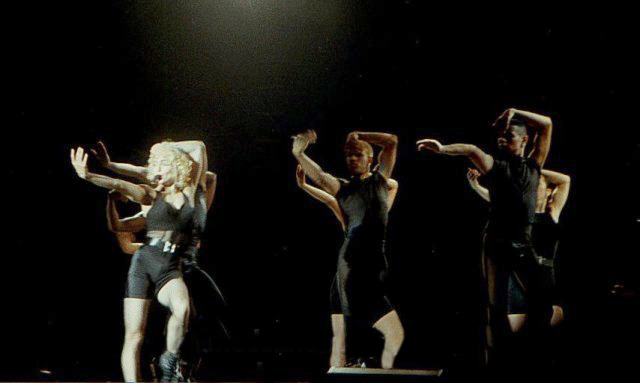
Madonna es el primer músico que recrea sus videoclips en sus conciertos. En la imagen, la cantante durante el Blond Ambition World Tour, la gira que cambió el sentido de los conciertos en directo y de las giras mundiales. Es también una de las primeras cantantes en adoptar micrófonos inalámbricos.

Según los académicos de la Universidad de Oviedo en España, «los conciertos y las giras mundiales de Madonna se han convertido en un acontecimiento global que trasciende ya lo estrictamente musical». En total, hasta 2014 cerca de 10 millones de personas habían asistido a sus recitales (audiencia, solamente de sus giras) de toda orientación sexual y clases sociales. Es además, conocida como la «Reina de los conciertos», del directo y de MTV. La empresa promotora de giras Live Nation, dijo que «cuenta con una cimentada reputación que habla por sí sola como una de las artistas que ha protagonizado las actuaciones más increíbles de todos los tiempos».
Los periodistas y críticos especializados acreditan a Madonna de cambiar el panorama de las presentaciones en directo, con claro ejemplo está la gira mundial, Blond Ambition World Tour. Según Drew Mackie de la revista People, «hoy en día, la mayoría de las grandes giras pop son producciones a gran escala, con cambios de vestuarios, efectos especiales, juegos elaborados y un sentido de drama que lleva la experiencia más allá de alguien cantando en un micrófono». Todo eso se debe al Blond Ambition World Tour. Para esa misma gira, la cantante la dividió en segmentos («metrópolis», «religiosa», «Dick Tracy», «art déco» y «encore»), algo inusual en aquella época. El coreógrafo Vicent Paterson del Blond Ambition, dijo en 1990 a la revista People que «la cosa más grande que tratamos de hacer es cambiar la forma de los conciertos. En lugar de simplemente presentar canciones, hemos querido combinar la moda, Broadway, el rock y el arte de la presentación». Así, retrospectivamente, Drew Mackie expresó que la gira «cambió el panorama de la cultura pop» e hizo más para definir a Madonna como un icono de la música.
| «Lo primero que vamos a decir es que aparte de la teatralidad, las coreografías de los que probablemente sean los mejores bailarines del mundo... y todas esas cosas de las que hablan los medios cuando tienen que hablar sobre los conciertos de Madonna, es que musicalmente su show está no sólo a la altura de los mejores sino por encima. En definitiva, dicen que no puedes morir sin ver un concierto de Madonna. Nosotros decimos que no se puede morir sin ver todas las giras de Madonna»—Jenesaispop hablando sobre los conciertos de Madonna. |

Madonna es el primer músico que recrea sus videoclips en sus conciertos. Elin Diamond en el libro Performance and Cultural Politics explicó que «recíprocamente, el hecho de que las imágenes de los vídeos de Madonna se puede recrear en un entorno vivo, aumenta el realismo de los vídeos originales. Por lo tanto sus actuaciones en directo se han convertido en el medio por el cual las representaciones mediatizadas están naturalizados». Para permitirse realizar una mayor cantidad de movimientos mientras cantaba, Madonna fue uno de los primeros artistas en utilizar micrófonos inalámbricos con el auricular fijado a las orejas o a la parte superior de la cabeza, y la cápsula en un pequeño brazo que se extiende hasta la boca. Debido a su uso prominente, el diseño de este micrófono llegó a ser conocido como el «micro Madonna».
Madonna se presentó en la primera edición de los premios MTV Video Music Awards en 1984, algo que llegó a ser habitual en próximos eventos de la ceremonia. Los autores de la Enciclopedia Gay escribieron que «desde un comienzo, los MTV Video Music Awards fueron para Madonna plataforma de promoción y excusa para entregarse al escándalo y la provocación. En ese escenario produjo una serie de momentos que transformarían la historia de la performance para siempre jamás. Como performer no hay quien la supere. Cuando sale a escena su cuerpo es superficie de convulsiones, jadeos, revoleo de peluca, combustión de muslos y glúteos, arqueo al infinito de pestañas, miradas malignas y toda una batería de microacontecimientos que dejan a su público extasiado, en llamas, reclamando más y más». Rosa Gil del portal MujerHoy, dijo sobre el Rebel Heart Tour que «...[Madonna] Sigue siendo incansable, única y (aunque todas la imiten) inimitable. Sus conciertos en directo son infalibles».
La elaboración y preparación de sus actuaciones ha sido otro punto que los críticos han elogiado de la artista. Por ejemplo, el sitio Jenesaispop escribió que «a diferencia de otros shows de diversos "payasos y payasas", es muy evidente que detrás de sus conciertos hay meses de ensayos de varias horas al día en los que cada movimiento ha sido medido al milímetro. Por eso siempre todo le sale perfecto y no te arriesgas a que tenga una mala noche, algo que nunca sabes con otros artistas cuando acudes a verlos en directo».

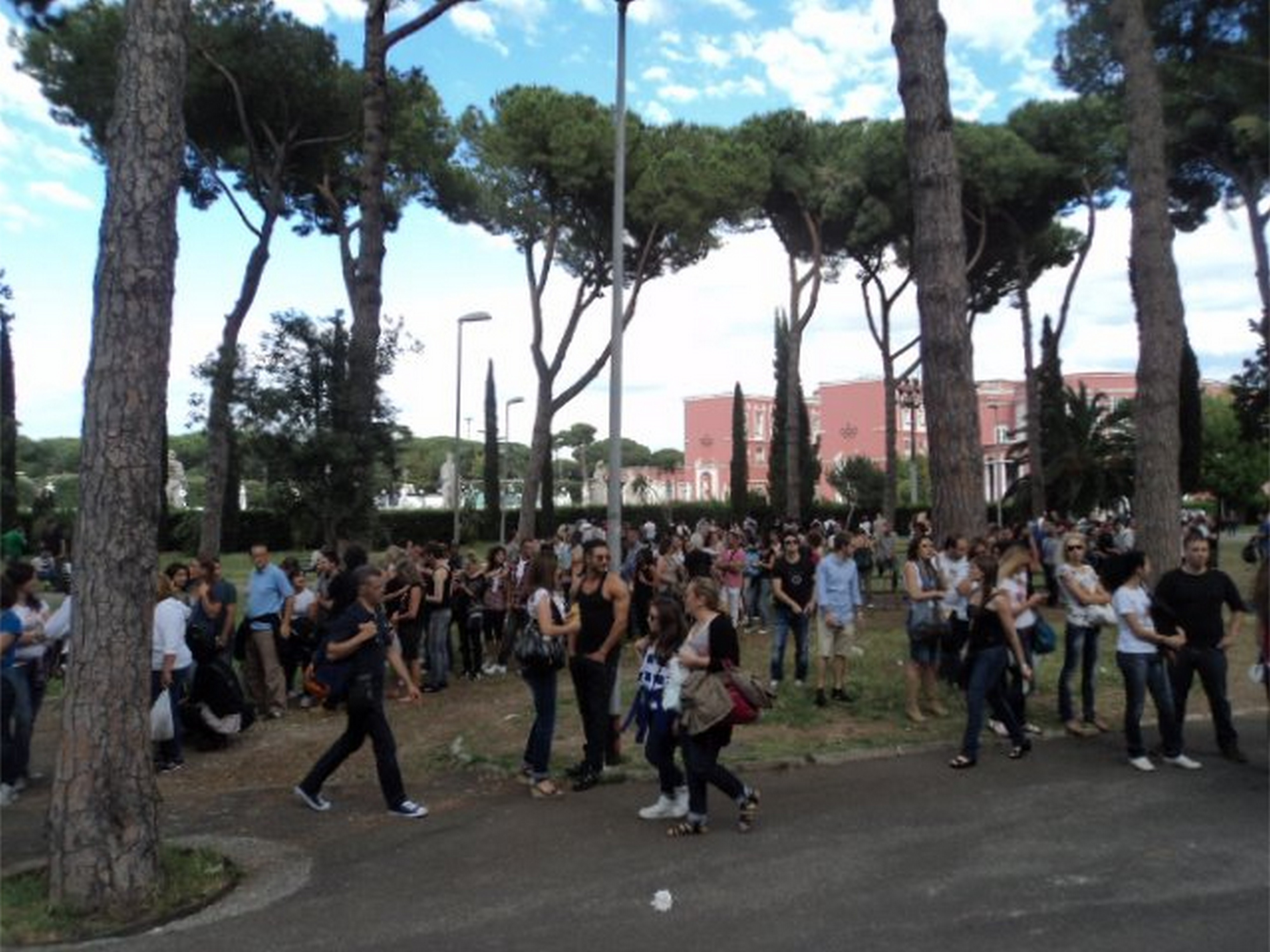
Espectadores esperando la realización de un concierto de Madonna durante The MDNA Tour en el Estadio Olímpico de Roma. Sus audiencias generalmente rompen récords de asistencia y taquillas y sus giras se caracterizan por llevarse a cabo en grandes arenas y estadios.

Los autores del libro The Madonna Companion: Two Decades of Commentary (1999) escribieron que «Madonna representa una paradoja ya que a menudo se percibe como vivir toda su vida como una actuación. Aunque sus actuaciones de pantalla grande se "panoramizan", sus actuaciones en directo son éxitos críticos». En Domadores de historias. Conversaciones con grandes cronistas de América Latina Rodrigo Fresán escribió que «a Madonna no se la oye: se la mira... Hay artistas a los que uno acude por sus canciones. Ya se dijo: uno va a ver a Madonna para ver a Madonna (y de paso se la oye)».
Humberto Vázquez Galindo del periódico Vanguardia escribió que «después de presenciar en vivo el fenómeno que desata aún sin haber saludado, uno no deja de preguntarse de qué material está hecha, por qué después de tantos años su culto sigue intacto y en crecimiento, por qué a donde quiera que va, genera esa devoción, qué pacto hizo con el diablo para seguir tocando los resortes íntimos de millones de feligreses que le siguen rezando y en su honor, sacándole brillo a las pistas de baile». Además, durante un concierto en México de The MDNA Tour, el autor se refirió que era «como si se tratara de una virgen milagrosa, miles de feligreses de todo el país hicieron peregrinación para rendirle tributo».
Sus presentaciones en los itinerarios de sus giras mundiales, han generado un impacto socioeconómico en muchas de las ciudades donde se presenta. El presidente de Bancolombia dijo que «el apoyo a la cultura y a los grandes espectáculos internacionales siempre ha sido un frente de compromiso de nuestra organización. Estamos convencidos de que los eventos de talla internacional contribuyen enormemente a la promoción de la cultura, ayudan a reflejar una buena imagen del país ante el mundo y reafirman que Colombia va por buen camino». Al final, se previó un ingreso de US$ 8 millones por los conciertos de Madonna en Colombia en el mes de noviembre, como parte de The MDNA Tour. También ha significado la mayor fuente de ingreso para la artista en estos últimos años, tanto así que para el 2012, Madonna fue el músico mejor pagado y figuró en el Libro Guinness de los Récords en la categoría de «Mayor ganancias anual en la historia para una estrella pop femenina», al tener ganancias de más de 125 millones de dólares entre junio de 2012 a junio de 2013. En líneas generales, sus giras musicales por lo general figuran entre las más recaudadoras del año o de todos los tiempos, incluyendo el Sticky & Sweet Tour que encabeza la cima para cualquier mujer y en su tiempo, fue la segunda gira de mayores ventas de la historia.
Los conciertos ofrecidos por Madonna, generalmente alcanzan un nivel mediático sin precedentes, muchas veces, debido a la controversia política, social y cultural que la intérprete hace. Por ejemplo, durante The MDNA Tour en Polonia más de 14 000 jóvenes católicos firmaron en contra de la presentación de Madonna. En una página web, la iniciativa «No voy al concierto de Madonna» se dijo lo siguiente:

Las actuaciones de Madonna atacan a la fe católica, porque durante sus conciertos ofende a Jesucristo, incendia crucifijos y se toca con coronas de espinas. También promueve la homosexualidad, la voluptuosidad al besar a otras mujeres y la pornografía al hacer gestos y adoptar posturas impúdicas.

En ese mismo país, durante su presentación del Sticky & Sweet Tour, coincidió con el día de la Virgen, fiesta nacional de la nación y día de sus Fuerzas Armadas. La oposición de grupos ultracatólicos y ultraconservadores repartieron folletos y avisaban en un megáfono en las afueras del concierto, sobre la «maldad de Madonna», acusándola además de satánica.

## Producción y escenografías
| «Me suelen gustar más mis canciones más abstractas y menos comerciales, pero también soy consciente de cuáles son los temas con los que la gente está familiarizada y quiere cantar. Así que tengo que equilibrar ambas cosas y ofrecer un espectáculo creativo que no me guste solo a mí. A veces tengo que ser muy estricta, es como editar una película: hay escenas que te encantan, pero no forman parte de la historia y tienes que renunciar a ellas»——Madonna hablando sobre las preparaciones de sus giras. |

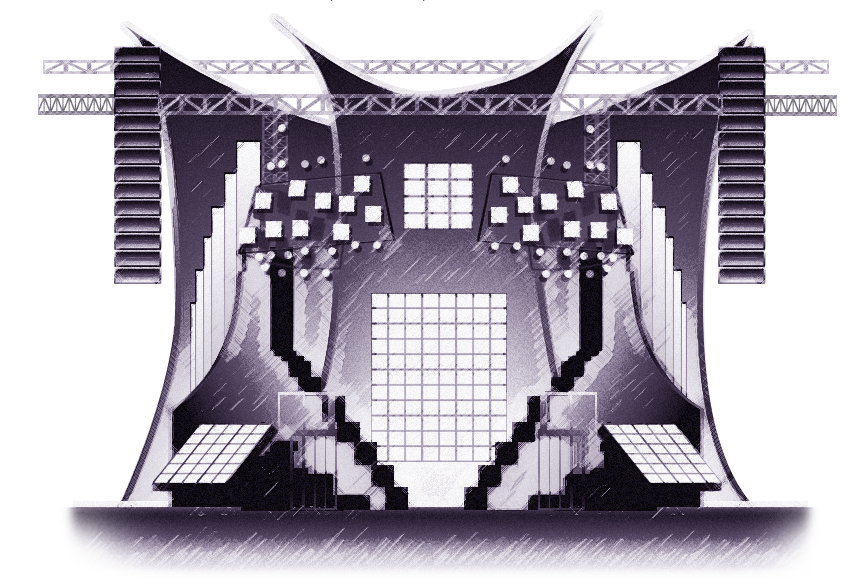
Escenario del Drowned World Tour.

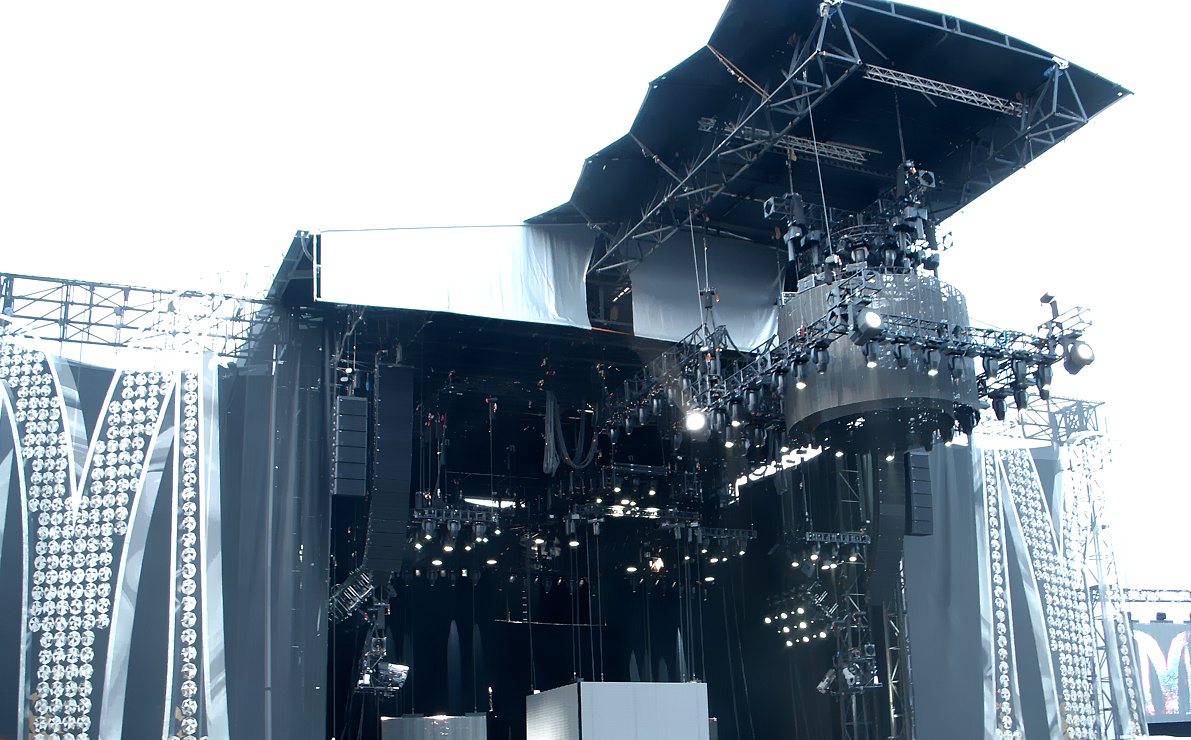
Escenario del Sticky & Sweet Tour.

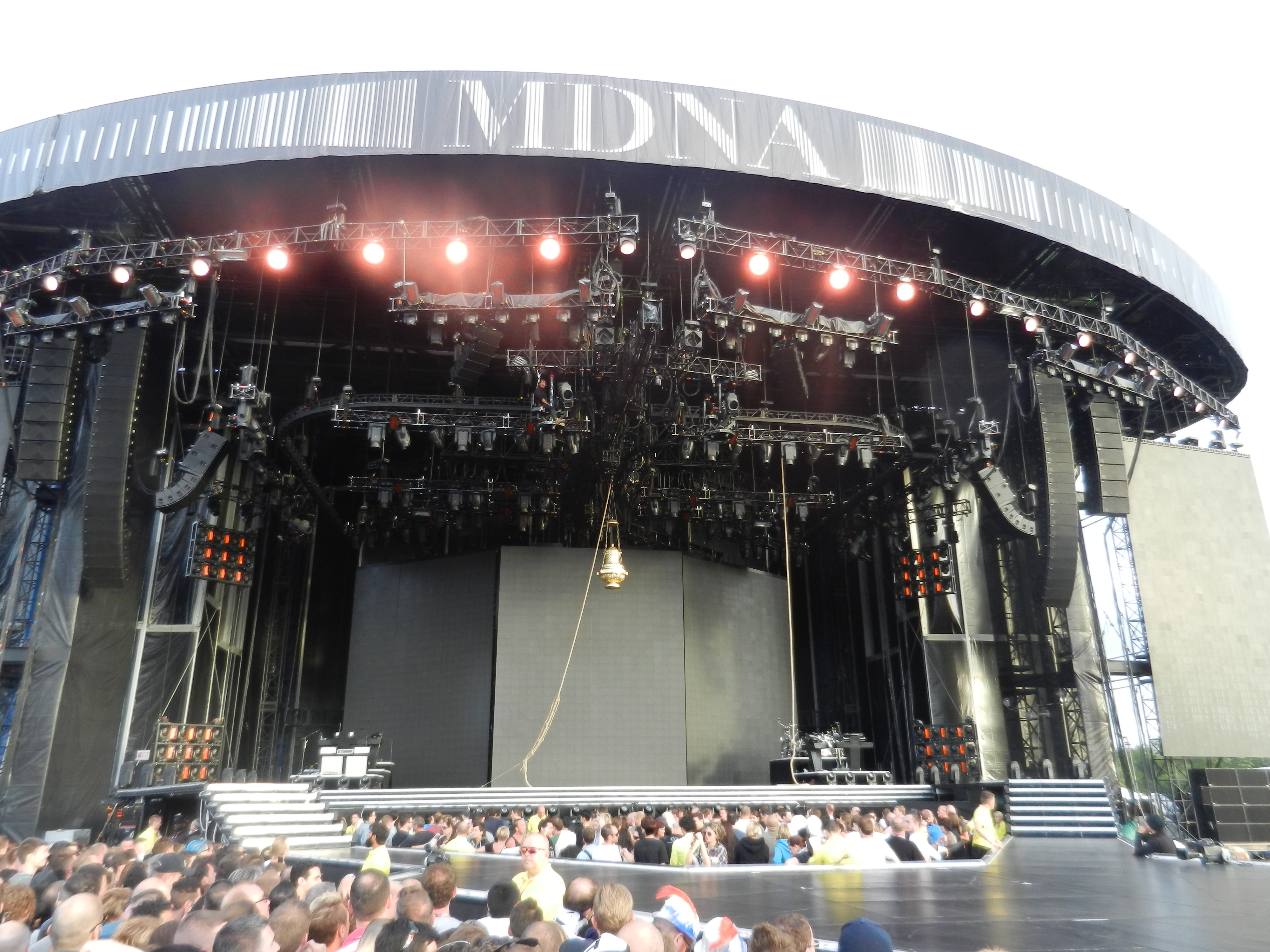
Escenario de The MDNA Tour.

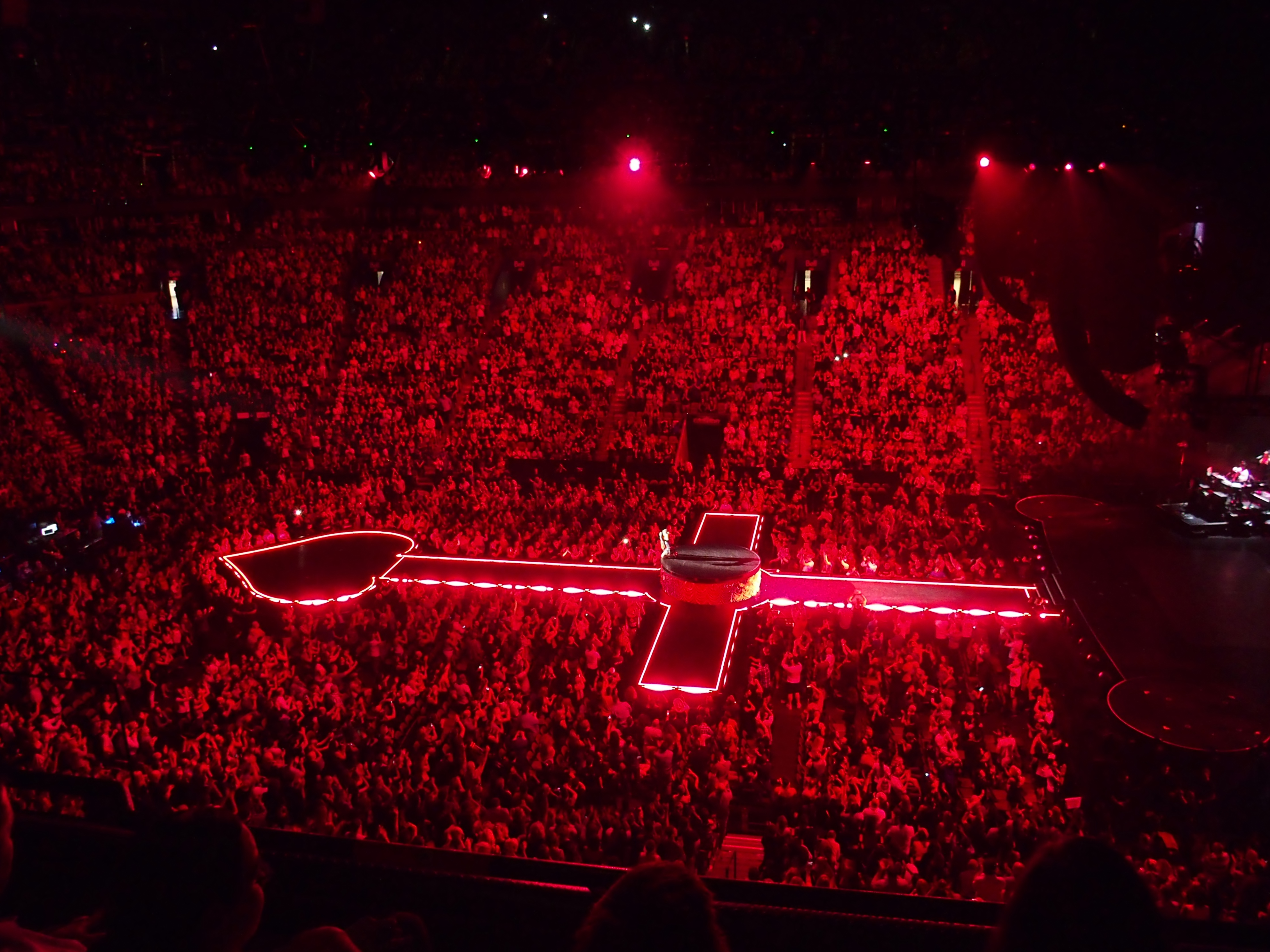
Parte central del escenario del Rebel Heart Tour.

El biógrafo J. Randy Taraborrelli escribió que «los conciertos de Madonna abarcan una multimedia tecnológica de punta y sistemas de sonido, además de ser consideradas un pedazo de actuaciones extravagantes móviles». Estas giras se han transmitido en muchas compañías de televisión, además de aparecer posteriormente en álbumes en directo de Madonna, con documentales acompañados. Además, muchos medios han realizado reportajes especiales para presentar los preparativos o el resultado final de varias de sus giras. Fausto Rivera Yánez de El Telégrafo dijo que Madonna es protagonista de los conciertos más arriesgados y conceptualizados.
Sebas E. Alonso del sitio Jenesaispop escribió que «casi desde sus comienzos, sus conciertos han estado provistos de un fuerte sentido teatral que requiere de meses de ensayo más allá de lo musical. Casi nunca ha sumado por sorpresa una canción a su repertorio. Más bien, cada una de ellas forma parte de un “acto” o “bloque temático”». Durante la preparación de su gira del 2015, Rebel Heart Tour, Madonna reveló: «tengo una vida muy disciplinada. No socializo demasiado. Todo gira en torno a mis conciertos». A la hora de seleccionar los temas para las giras, en especial, su décima, la intérprete también dijo: «es difícil elegir. A veces tengo que renunciar a cosas que me encantan porque no suenan bien o no pegan con el tema. O pienso: 'Ya he hecho esto mismo en los tres últimos shows. Aunque me encanta esta canción, voy a hacer algo nuevo». La propia artista se refirió durante la realización de The MDNA Tour:

Mi show no es un show convencional de rock, pero sí es una presentación teatral de mi música. Me gusta el teatro, pues hace preguntas, provoca pensamientos y te lleva a un viaje emocional entre lo oscuro y lo claro (...). No promulgo a la gente que viva un solo estilo de vida, pero sí describo uno, y la audiencia sabrá que hacer con él.

En la gira Blond Ambition World Tour el equipamiento era transportado de ciudad en ciudad con la ayuda de dos Boeing 747 y 18 camiones, además de unas 100 personas. Los escenarios tardaban dos días en ser montados, e incluían 27 escaleras eléctricas y 1 500 focos para iluminar.
En la presentación que ofreció Madonna para The MDNA Tour en su primera visita en Colombia, se dio a conocer que el equipo estuvo conformado por 4 aviones cargados de elementos de luces, audio y vídeo para los conciertos. El periódico Vanguardia mencionó que el equipo de producción equivaldría a 45 tractomulas y armarlo, requería 4 días, 4 grúas de 70 toneladas y 12 montacargas, además de 170 trabajadores. Adicionalmente, 14 contenedores llegaron vía marítima, que portaban los elementos del concierto, incluyendo pantallas LED y vestuario. En total, fueron utilizados 300 trajes, para Madonna y 30 bailarines. Se instalaron 180 bocinas de sonido, 320 luces móviles y 150 estáticas. Finalmente, se contó con 1 400 personales de seguridad. Las pantallas utilizadas en el MDNA, se convirtieron en las más grandes jamás creadas para una gira musical.
El escenario del Sticky & Sweet Tour, representó lo último en tecnología. Su forma era de letra «T», contenía una gran pasarela que se extendía del centro del escenario, hacia el final de esta, se encontraba una gran plataforma circular, que se elevaba independientemente del escenario. Contaba con diversos elementos como sus 6 pantallas, de las cuales una rotaba 360 grados, un trono decorado con una «M» mayúscula, una cinta transportadora que se ubicaba a lo largo de la pasarela, 2 grandes pantallas cilíndricas que tenían la opción de subir y bajar independientemente del escenario. También se ocuparon otros elementos como un Rolls-Royce blanco y 4 plataformas circulares. Además de dos grandes torres de ilumincaión y dos grandes letras «M» con luces cuyo color se adaptaba de acuerdo a la canción interpretada. El show de luces y su andamiaje estuvo en la estructura de metal, caracterizado por no tener proyectores en el escenario.
Entre los elementos que utilizó Madonna en la gira del 2006 Confessions Tour está una bola gigante de cristal Swarovski valorada en US$ 2 millones y la cruz de diamantes y cristales de US$ 20 millones. Asimismo, las pantallas que la gira MDNA utilizó en Israel, representaron las más grandes que se hayan usado en un escenario.
El gran escenario principal del Rebel Heart Tour fue configurado para poder alcanzar el extremo de cada lado de las arenas donde se llevase a cabo el concierto de forma horizontal, con una larga pasarela que se extiende desde su centro hacia el final del espacio en forma de corazón. En el medio de la pasarela hubo un pequeño escenario circular desde donde se extienden las pasarelas. Con el fin de facilitar a Madonna y sus bailarines el aparecer en cualquier momento en el escenario, había aberturas en toda la longitud del escenario, así como calzadas para desaparecer debajo de la estructura al final de cada canción. Al fondo del escenario principal había tres grandes pantallas donde se reproducían los vídeos realizados y a la vez, al estar divididas podían ser desplazadas, junto con dos vocalistas de fondo de la cantante y la banda musical a cada costado del escenario. Stufish, que había desarrollado previamente las estructuras del The MDNA Tour, se alistó para la realización del escenario del Rebel Heart Tour. Las estructuras perpendiculares que emanan desde la mitad de la pista, diseñadas por Stufish, permitieron Madonna y sus bailarines llegar a más público.
Una de las características principales del escenario es una compleja máquina, como la estructura, que permitió a todo el escenario convertirse en móvil y asumir muchas formas y tamaños en todo el espectáculo. Consiste en una pantalla de vídeo de alta resolución [28 ft × 16 ft (8.5 m × 4.9 m)], que era intercambiable en el escenario principal como suelo, así como la creación de una plataforma elevada [8 feet (2.4 m)], o una pared vertical que puede inclinarse de cero a 90 grados en menos de medio minuto, también se utiliza como una pared angular para los bailarines del espectáculo que se balancean hacia adelante y atrás. Especialmente diseñados para el puenting, se unen al borde superior de la máquina unas largas lanzas, lo que permite a los artistas intérpretes o ejecutantes realizar acrobacias. También fueron capaces de pasar por debajo de las pantallas que actúan como paredes.
Para su presentación del Super Bowl XLVI en 2012, el personal para el espectáculo incluyó veinte muñecas danzantes, diecisiete bailarines principales, un coro de iglesia con 200 miembros y un drumline conformado por cien percusionistas. Se utilizaron treinta y seis proyectores de imágenes para crear el espectáculo de luces, mientras que la cantante lució 120 pestañas postizas. 150 voluntarios se vistieron como gladiadores —que llevaban ropa interior negra diseñada por Calvin Klein— para cargar un trono de oro de más de 540 kg en el que viajaba Madonna. El vestuario de la intérprete era de color negro con accesorios dorados, además de una capa de oro diseñada por Givenchy, que tardó más de 750 horas en elaborarse.

## Década de 1980

### MTV Video Music Awards 1984

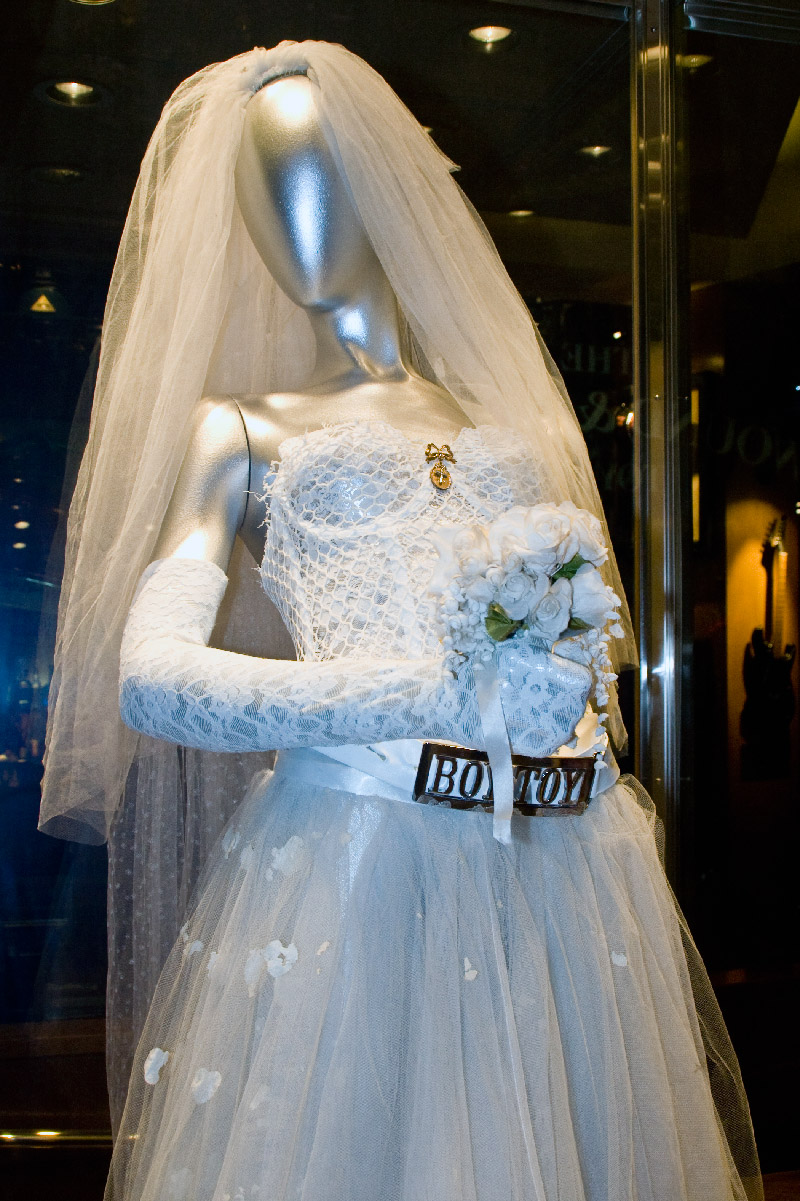
Vestido de novia que Madonna utilizó para la presentación del MTV Video Music Awards 1984.

Madonna interpretó en directo «Like a Virgin» en la primera edición de los MTV Video Music Awards en 1984, donde apareció en el escenario encima de un pastel de bodas gigante de 16 pies con un vestido de novia, el cinturón «Boy Toy», un crucifijo y un velo. El punto álgido de la presentación, llegó cuando la cantante comenzó a rodar por el escenario mientras hacía movimientos sexualmente sugerentes. Originalmente, la idea era interpretar la canción al lado de un tigre de Bengala adulto; como la idea fue vetada, la artista decidió hacer la presentación final. Esta fue la primera vez en la historia de una presentación, que se pudo ver la ropa interior de una artista. Durante y tras la culminación del evento, el público quedó impresionado y causó un frenesí sin precedentes en los medios de comunicación quienes querían entrevistar a Madonna. El portal brasileño Globo.com señala que Cyndi Lauper, sería la atracción más esperada de la noche pero fue completamente eclipsada. En días posteriores MTV recibió quejas de padres y grupos conservadores, sin embargo, el público en general comenzó a pedir la repetición de la presentación y música de Madonna en las radios.
En años posteriores, se fueron conociendo detalles sobre el antecedente de la presentación, así como su resultado final. Se reveló que un director de arte quería que el vestido fuera negro, estilo «Black Sabbath Madonna». La actuación considerada «sexualmente provocativa» fue intencional, ya que durante el descenso de Madonna uno de sus estilites se le perdió y ella decidió fingir que fue intencional, mientras rodaba por el suelo y lo recuperaba. Ella misma reveló que estaba realmente aterrorizada por la actuación: «recuerdo a mi mánager Freddy [DeMann] gritándome, ¡Oh, Dios mío! ¿Qué estabas haciendo? Llevabas un vestido de novia. ¡Dios mío! ¡Estabas rodando por el suelo! Fue lo más valiente y lo más sexual que había hecho en la televisión» recordó la intérprete. También le comentó al presentador Jay Leno que DeMann aparte de haber estado molesto y lleno de ira, le señaló que había arruinado su carrera, al respecto ella dijo que «no podía calcular todo lo que había pasado. Y como yo no tenía realmente una carrera, sin embargo, no me sentía que había perdido nada».
Muchos medios de comunicación señalan que a partir de esta presentación, Madonna recibió el reconocimiento mundial. Para algunos, el vestido de novia «cautivó a Estados Unidos». Chris Willman contribuidor de Yahoo! describe la actuación como «un matrimonio forzado de Madonna a la cultura pop», pero añade que realmente «todos salen ganando, como se vio después, tanto ella como MTV». Finalmente, dice que «la actuación fue una especie de teaser de lo que sería el video del sencillo y la portada del álbum». Por su parte, personalidades del medio artístico como Fred Schneider, miembro de la banda The B-52's se han expresado hacia este espectáculo. Schneider dijo en el programa I Want My MTV, «"Madonna se acerca y dice": ¿Cree usted que era demasiado chocante? No parecía chocante para mí. Después de haber vivido en Atenas, Georgia, ves un montón de cosas más locas». Huey Lewis quien estuvo presente en la actuación, les comentó a Craig Marks y Rob Tannenbaum del mismo programa que: «ella era fantástica. Después del espectáculo consiguió ser tan sexual. Te diré por qué Madonna está aquí. Ella hace grandes discos. Lo cual era cierto. Casi tres décadas más tarde, ese es un debate que todavía estamos teniendo».
En líneas generales, esta actuación se considera una de las más emblemáticas y renombradas de la historia de MTV. MTV declara al respecto:

[...] [la presentación] de una reputación aún en pie, es de los momentos más impactantes jamás vistos en una entrega de premios. No sólo consolidó [a Madonna] su posición actual con décadas en poder de una presencia divisoria empujando la escena de la música popular, también plantó la bandera de MTV firmemente en la cultura pop. (¡Gracias su Majestad!).

En 2011, MTV rindió un homeje a la presentación con un comercial llamado VMA animal reenactment protagonizado por un gato que portaba un vestido de novia emulando el que Madonna utilizó.

### Live Aid 1985
El 13 de julio de 1985, Madonna formó parte del concierto Live Aid cuyo motivo fue recaudar fondos en beneficio de los países de África oriental, en especial la hambruna en Etiopía. De los dos conciertos programados, Madonna se presentó en el de Estados Unidos, del John F. Kennedy Stadium ante unas 100 000 personas y con una audiencia estimada de 1,9 mil millones de televidentes en más de 150 naciones, lo que la convirtió hasta ese tiempo, en la presentación en directo con mayor audiencia en la historia televisiva. Bette Midler fue la encargada de presentarla.
La artista interpretó los temas «Holiday», «Into the Groove» y «Love Makes The World Go Round». El punto álgido de su show fue cuando subió al escenario y declaró: «¡Yo no estoy tomando "mierda" de hoy!» en referencia a la circulación impasse de sus fotos desnudas cuando era una bailarina improvisada, en las revistas Playboy y Penthosue. Ambas revistas aumentaron el número de tiraje habitual, tras la publicación de las fotos desnudas de Madonna. «Una pelea comercial de las dos revistas en los puestos de las esquinas» señaló la revista Time. La revista colombiana Semana dijo en una nota de agosto de 1985:

El revuelo es tal y la fama de Madonna tanta, que en Colombia, uno de los más ortodoxos diarios en materia de destapes, El Tiempo, publicó en su edición del pasado 11 de julio una foto de la reina del rock con los senos al aire. Esto no lo había hecho el diario ni cuando Julie Andrews, famosa por sus papeles santurrones, resolvió mostrar su escasa dotación pectoral en un atrevido escote, y apenas si se había dado una licencia muy sutil cuando estalló el escándalo de la Williams.

La intercambiabilidad entre estos acontecimientos, se dio a conocer que una Madonna angustiada había acudido a Liz Rosenberg, la entonces representante pública de la artista, ya que Madonna creía que «su incipiente carrera se iría». Rosenberg le respondió: «no es un asunto importante y no vamos a permitir que lo sea». Después de esto, lograron conseguir que Madonna actuase en el Live Aid. Michelle Morgan en el libro The Mammoth Book of Hollywood Scandals (2013) detalla que «el buen humor e ingenio de Madonna durante este episodio», la hizo ganar más aficionados, «y al final nadie parecía importarle lo que había hecho antes de la fama».

### MTV Video Music Awards 1989
La ceremonia se llevó a cabo en el Arsenio Hall, en Los Ángeles el 6 de septiembre de 1989. Madonna dio apertura a la premiación con una provocativa presentación. En el espectáculo, Madonna apareció descendiendo y caminando en una escalera de luz, mientras interpretaba «Express Yourself». La vestimenta de la artista consistió de un bustier de encaje, oculta temporalmente por una chaqueta de traje holgado y unos pantalones holgados de hombre. El equipo de redacción de la revista Rolling Stone recordó que «años antes de que Michael Jackson creara controversia con el vídeo "Black or White", Madonna agarró su entrepierna, mientras el micrófono se mantenía por su escote».
Louis Virtel del sitio LGBT NewNowNext, situó esta actuación como la número cuatro entre los once grandiosos momentos de Madonna en la historia de los MTV VMAs. Escribió que «Madonna te convence exitosamente a "expresarte"».

## Década de 1990

### MTV Video Music Awards 1990

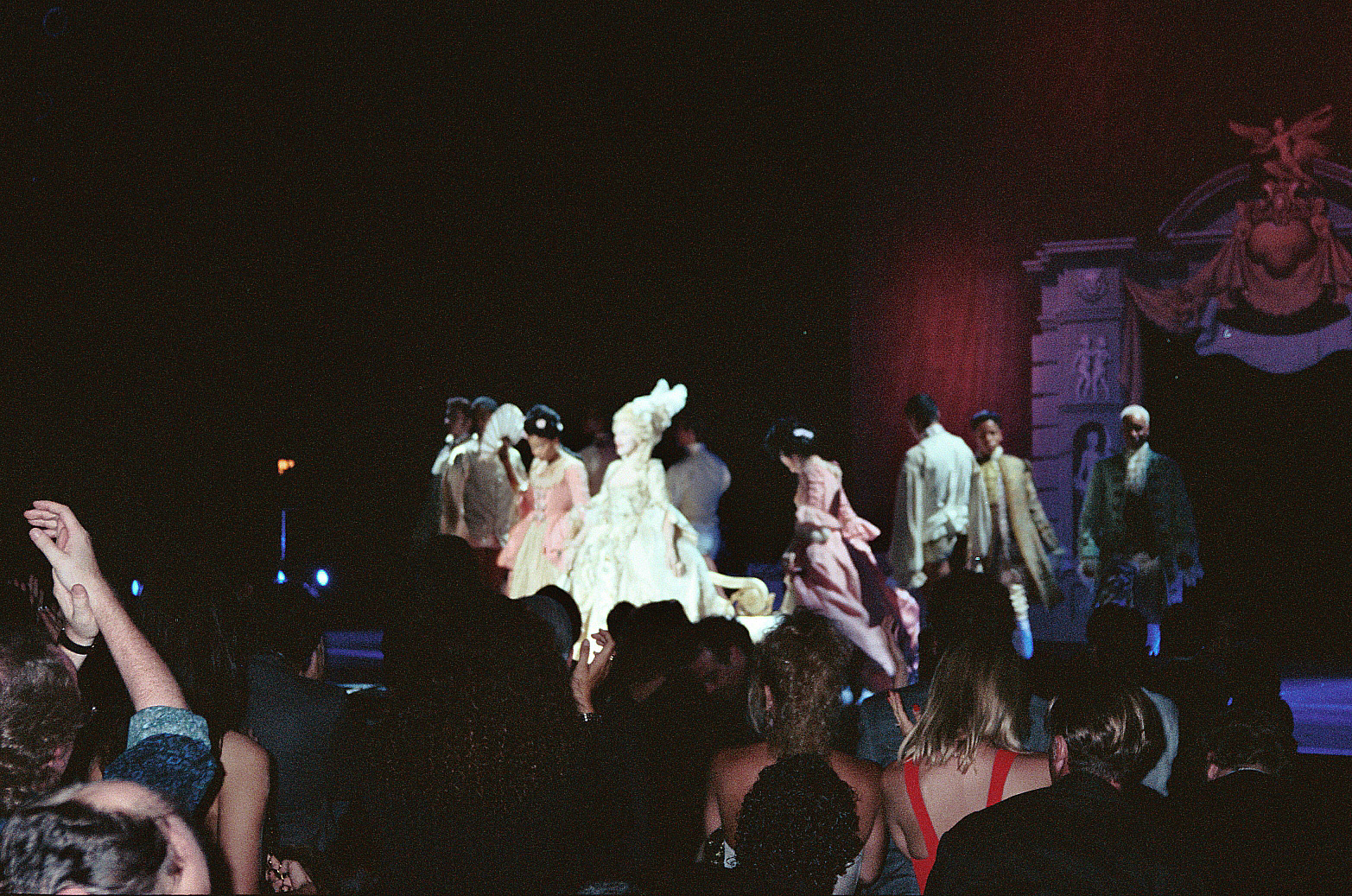
Madonna durante la presentación.

La ceremonia se llevó a cabo en septiembre de 1990. Para la ocasión, Madonna interpretó «Vogue». Su vestimenta hizo recordar a María Antonieta, con un gran vestido, una peluca pesada rubia, joyas y un abanico que utilizó como apoyo durante la presentación. El ambiente estuvo inspirado en la moda francesa del siglo XVIII. En un momento dado, la cantante levantó su gran vestido para que uno de los bailarines pudiese pasar debajo de ella y salir del otro lado.
Carlton Wilborn, uno de los bailarines, explicó que «[tal] nivel de producción nunca se había hecho en MTV. Los trajes, los abanicos, el drama... simplemente MTV no tenía idea, solo llegamos y brillamos». La autora feminista Lucy O'Brien describió la presentación como un «momento de inspiración brillante» mientras que el biógrafo J. Randy Taraborrelli lo calificó como un «espectáculo clásico que elevó los estándares de las futuras presentaciones en el programa».
Según la revista Queerty, esta es «la mejor presentación que se ha visto en la historia de los MTV VMAs». Maria Yagoda de la revista People dijo que con esta presentación, la cantante «confirmó su condición de realeza del pop, con una elaborada producción, coreografía y vestuario». El equipo de redacción de El Comercio en Perú, la sitúo como número dos de las cinco coreografías más memorables del MTV VMA. Añadieron que «la cantante no tenía miedo a expresar su sexualidad y con esta coreografía lo dejó claro. Además, cada uno de los bailarines tienen pequeñas acciones irreverentes y polémicas (uno, incluso, hace el además de consumir cocaína). El baile, así, se enfrenta a los paradigmas de la época». Para los lectores de la revista Rolling Stone, esta es una de las diez mejores presentaciones de la historia de los MTV Video Music Awards. Billboard lo nombró el sexto mejor número en la historia de los premios. James Michael Nichols del The Huffington Post al igual que otros autores, califican a esta presentación como «icónica».
Existen muchas referencias en la cultura popular sobre la actuación, como cuando en 2014 un grupo de estonios adolescentes la recrearon. Además, la cantante mexicana Thalía tomó como punto de referencia esta presentación para la que ella hizo en los Latin Grammy Awards del 2006.

### Academy Awards 1991
Para promocionar la banda sonora llamada I'm Breathless de la película que ella protagonizó, Dick Tracy, Madonna acudió a la ceremonia de los premios Óscar celebrada el 25 de marzo de 1991 en la ciudad de Los Ángeles. Michael Jackson fue el acompañante de la artista para la ocasión. Introducida por Billy Crystal, Madonna interpretó «Sooner or Later» —canción que ganó el Óscar esa misma noche a la mejor canción original— vestida con un estilo que emulaba a Marilyn Monroe, de un vestido blanco estrecho con gran escote, estola blanca de piel y diamantes cubierta de perlas. El vestido fue diseñado por Bob Mackie y las joyas de Harry Winston, valoradas en $USD 20 millones. Cuando apareció en el escenario, hubo una falla técnica que impidió que el micrófono no saliera del piso, y tuvo que recibir otro por parte del equipo técnico.
Según la periodista estadounidense Liz Smith, Madonna interpretaría la canción si esta fuera nominada al Óscar a la mejor canción original. Además, en un principio, el estilo de la artista no fue algo planeado para la presentación; sino que fue ideado para un comercial que la cantante realizó para Japón. El biógrafo J. Randy Taraborrelli escribió que «Madonna se había apropiado de cada movimiento y manerismo de Marilyn Monroe para la presentación, como un tributo a la actriz».
El debut de Madonna en los premios Óscar representó una gran expectativa entre los millones de fanáticos y críticos de la artista. Además, la aparición de Michael Jackson y Madonna en la alfombra roja generó gran expectativa mediática. Steve Dougherty de la revista People los llamó la «pareja estrella más brillante de todos» y las principales estrellas pop de la Tierra. También denominó el estilo de la artista como «vampiresa». La revista Billboard la clasificó como la séptima más impresionante actuación de todos los tiempos en los premios Óscar, diciendo que «Madonna dio una actuación que nos llevó devuelta a los días glamurosos de la era dorada de Hollywood». La compañía Terra la situó como una de las mejores actuaciones musicales de grandes premios.

### MTV Video Music Awards 1993

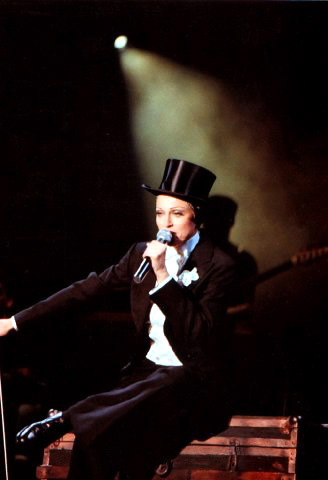
Madonna, vestida como un caballero; para los MTV 1993, se inspiró en este mismo vestuario.

El 2 de septiembre de 1993, Madonna dio apertura a los MTV Video Music Awards con la canción «Bye Bye Baby». En la presentación, se retozaba en el escenario con tres mujeres ligeras de ropa en un ambiente al estilo burdel y cabaré, ataviada con un frac esmoquin y un sombrero de copa alta en una rutina coreografiada y altamente sexual. El diario San Francisco Chronicle describió su imagen como «andrógina», y su vestuario fue comparado con el estilo característico de la actriz alemana-estadounidense Marlene Dietrich. Según el coreógrafo Alex Magno, quería hacer «Justify My Love» o «The Beast Whitin» (1990) en la premiación, pero la cantante creyó que sería demasiado polémico para la televisión en directo y abandonó la idea. Sin embargo, fue elegida posteriormente e interpretada en la gira The Girlie Show World Tour, con el mismo vestuario y coreografía que se usó para los MTV VMA, puesto que representó la idea de la gira.
Brian Galindo la incluyó en el número 26 de los 41 mejores momentos de la ceremonia en el sitio BuzzFeed, y Louis Virtel, de NewNowNext, la ubicó en el octavo puesto de «Los 11 mejores momentos VMA de Madonna», donde llamó a la presentación «un número fenomenal» y «un retroceso cinematográfico estupendo». La revista Rolling Stone la ubicó como número 8 entre los 20 mejores actos de apertura de los MTV VMA. El equipo de redacción escribió que «antes de que hubiera Jo Calderone, hubo una presentación de "género-flexión" de Madonna. Se apila con presentaciones cautivadoras y subidas de tono. Fue una maravilla visual (lleno de azotes, frottage, etc)».
Los autores del libro Queer Studies: A Lesbian, Gay, Bisexual, and Transgender Anthology bajo la editorial New York Press, notaron que «Madonna estaba, obviamente, jugando con los roles butch y femme.  Y si aplicáramos una lectura queer que se centró únicamente en torno al género y la sexualidad a esta actuación, sin duda nos encontramos una actuación queer, en el sentido de ser positivamente de oposición».

### Brit Awards 1995
Madonna se presentó en los Brit Awards de 1995 el 20 de febrero. Interpretó la canción «Bedtime Story» con la remezcla de Junior Vásquez. Durante la actuación, lució un vestido blanco confeccionado por la casa de moda Versace y extensiones de cabello largo. La imagen de la cantante era similar a la campaña publicitaria de la casa de moda que estaba promocionando. Originalmente, la actuación estaba planeaba para que también apareciera Björk, la compositora del tema.
Esta presentación fue clasificada en el número cuatro de la revista Marie Claire en su lista de los mejores 30 momentos de los premios Brit. Fue descrito por la publicación como «la mejor actuación de apertura de los premios», además de que «Madonna sacó todas las paradas, el trato con la audiencia a un espectáculo de luz y con un trío de bailarines vestidos de raso».

### American Music Awards 1995
Madonna se presentó en la edición de 1995 de los American Music Award. Interpretó «Take a Bow» junto a Babyface.
La presentación fue aterrador para Babyface: «yo estaba nervioso como el infierno, pero que en realidad no podía ver mis piernas temblando bajo el traje». Por su parte, Madonna le dijo a él, «nunca había estado tan nerviosa antes, era una locura para mí. Yo estaba pensando, "¡Tú eres Madonna, estás en el escenario todo el tiempo"!».

### Academy Awards 1997
Madonna se presentó en los premio Óscar en marzo de 1997. Para promocionar su película y banda sonora de Evita, interpretó su sencillo «You Must Love Me» que ganó el Óscar a la mejor canción original. Michelle Morgan en su libro Madonna (2015) escribió que «a pesar de no haber sido nominada por su papel, se elevó por encima de todo, y de hecho fue a la ceremonia de premios de la Academia para cantar una hermosa redención de "You Must Love Me"».

### Rock for the Rainforest 1998
En abril de 1998, Madonna se presentó en la novena gala del concierto benéfico Rock for the Rainforest de la fundación Rainforest, llevada a cabo en el Carnegie Hall de la ciudad de Nueva York. La cantante interpretó su sencillo «Frozen», y posteriormente «With a Little Help from My Friends»/«Twist and Shout» con otros artistas. También contó con la participación de Elton John y la artista portaba un vestido Versace negro, con un sombrero estilo vaquera.
Según Jon Parales del periódico New York Times, la actuación de Madonna no fue anunciada. De todas maneras, dijo que ella «dulce y cuidadosa se había convertido a sí misma en la respuesta de Estados Unidos a Björk».

### MTV Video Music Awards 1998
Durante el MTV Video Music Awards de 1998, Madonna comenzó a cantar «Shanti/Ashtangi», luciendo el pelo negro y vistiendo un sari indio. Lenny Kravitz apareció seguido a tocar la guitarra, y luego la cantante empezó a interpretar «Ray of Light».
La presentación causó molestias a varias organizaciones, en especial hindúes. Un grupo religioso llamado la Asociación mundial Vaishnava afirmó que Madonna ofendió a los hindúes con la presentación, mientras la cantante llevaba una marca hindi en la cabeza mientras ejecutaba su actuación. Un portavoz de la asociación señaló que la marca es un símbolo de la castidad, la armonía y la pureza, y está diseñado para mostrar la «dedicación a Dios». El representante también dijo que debido a que la artista simuló un acto sexual y llevaba una camiseta see-through en el escenario mientras llevaba la marca, ofendió a los hindúes y los yoguis. Un portavoz dijo que la cantante no entendía el por qué la Asociación mundial Vaishnava estaba molesta, ya que para ella, no había hecho nada insultante, y no quería insultar a nadie. Sin embargo, el vicepresidente de la asociación afirmó que la «la comunidad hindú y buscadores espirituales orientales de todo el mundo deben estar feliz por el término de interés genuino de Madonna en la vida iluminada» y dijo estar agradecido por sus sinceros esfuerzos para a traer a otros a la misma.

### MTV Europe Music Awards 1998
El 12 de noviembre de 1998, Madonna se presentó en la edición 1998 de MTV Europe Music Awards, llevado a cabo de Italia. La cantante interpretó «The Power of Good-Bye» vestida de negro. John Dingwall de Daily Record señaló que Madonna «luchó» en la presentación, ya que parecía nerviosa.

## Década del 2000

### Brixton Academy 2000
El 29 de noviembre de 2000, Madonna se presentó en el Brixton Academy, Londres. Los músicos que acompañaban a la artista fueron el guitarrista Mirwais Ahmadzaï y las coristas Niki Haris y Donna DeLory. Dolce & Gabbana diseñó los trajes para el espectáculo y el decorado. Madonna interpretó «Impressive Instant», «Runaway Lover», «Don't Tell Me», «What It Feels Like for a Girl», «Music» y «Holiday», donde el cantante Richard Ashcroft y la banda escocesa Texas abrieron el concierto. Su actuación en el Brixton Academy fue el último de los webcasts de algunos conciertos del sitio web MSN, que también incluyó el regreso de Paul McCartney al Cavern Club —quien tenía el récord de audiencia anterior, con tres millones de espectadores—.
Más de nueve millones de personas en todo el mundo vieron a través de Internet la actuación de Madonna en el Brixton Academy, un récord de audiencia como la webcast más vista de todos los tiempos. La actuación recibió críticas positivas, con algunos medios diciendo que recibió tanta atención como la caída del NASDAQ

### MTV Europe Music Awards 2000
El 16 de noviembre de 2000, Madonna se presentó en los MTV Europe Music Awards en el Ericsson Globe de la ciudad de Estocolmo, Suecia. Era la primera vez que interpretaba en directo su sencillo «Music». Después de ser introducida por Ali G como «Maradona», ella se presentó con una camiseta en la que se leía el nombre de la cantante australiana Kylie Minogue.

### Grammy Awards 2001
La ceremonia se llevó a cabo el 21 de febrero de 2001, donde Madonna interpretó su sencillo «Music» como acto de apertura.
La actuación constó con cinco pantallas gigantes que mostraban imágenes de su carrera. Ella entró en el escenario en un cadillac clásico impulsado por el rapero Bow Wow. Madonna salió del asiento trasero del coche en un abrigo de piel de cuerpo entero y un sombrero, eliminando rápidamente la ropa para revelar una chaqueta de cuero ajustado y pantalones vaqueros. Luego se quitó la chaqueta para revelar una camisa negra sin mangas con las palabras «Material Girl». Fue visto como uno de los mejores espectáculos de la noche por Jeanne Fury del NY Rock. El anfitrión Jon Stewart estableció su tono autocrítico justo después de la actuación.

### MTV Video Music Awards 2003

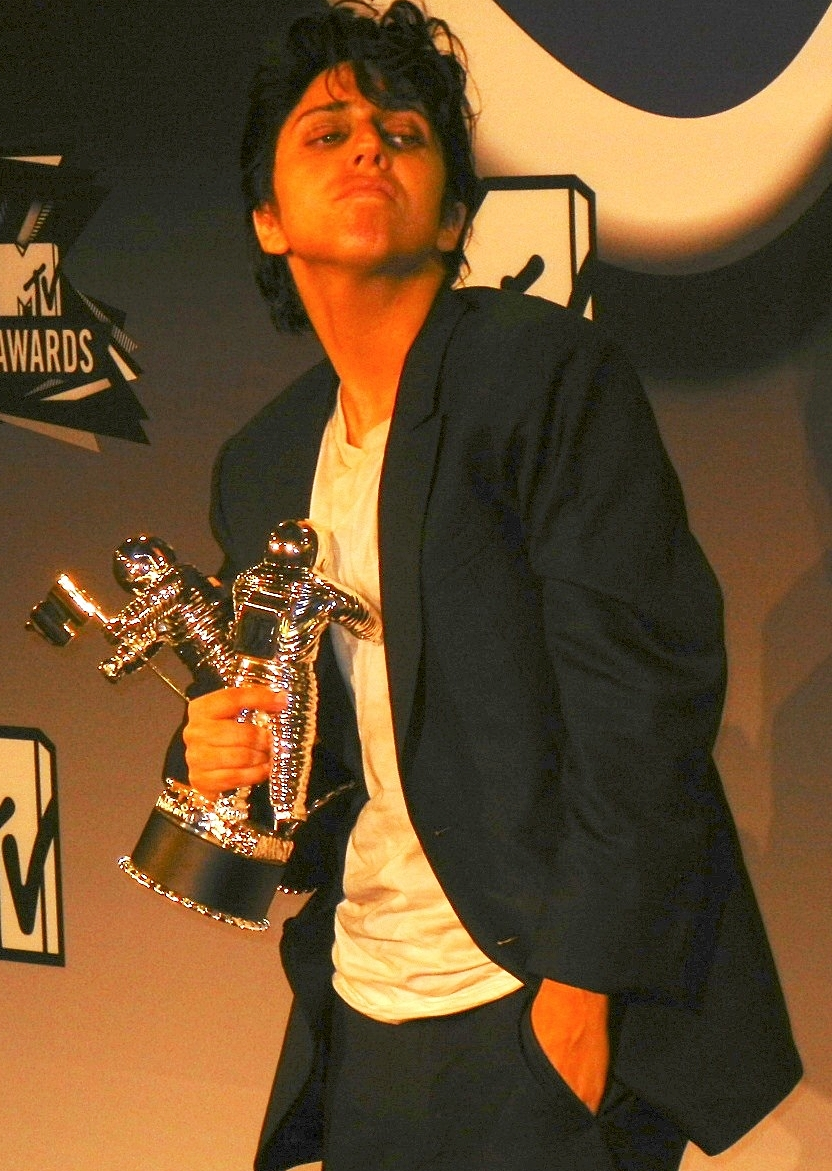
Lady Gaga en 2011 durante los MTV VMA. Con su alter ego, para algunos medios hizo recordar la actuación «andrógeno» de Madonna en los MTV VMA 1993. Además, durante esa gala, Gaga intentó recrear el beso entre Madonna y Britney Spears con la misma Britney; aunque ella la rechazó.

Celebrando 20 años de historia de los MTV Video Music Awards y su primera aparición en 1984 (primera entrega de premios), Madonna cantó un popurrí de «Like a Virgin»/«Hollywood» junto a Britney Spears y Christina Aguilera seguida de Missy Elliott con «Work It» en la edición de 2003, que tuvo como sede el Radio City Music Hall de la ciudad de Nueva York el 28 de agosto.
La actuación inició con dos niñas tirando flores, una de ellas, Lourdes León (o Lola; hija de Madonna). Emulando la presentación de Madonna en 1984 se ve a Spears apareciendo en el escenario en la cima de un enorme pastel de bodas mientras vestía un velo y un vestido de novia; cantó las primeras líneas de «Like a Virgin» antes de que Aguilera apareciera por detrás de la torta y se le uniese. Después, Madonna emergió dentro del pastel vestida de novio, con el pelo recogido y cantó «Hollywood». Madonna se agacha para quitarle la liga en la pierna de Aguilera y lanzarla, al levantarse besó en la boca a Spears y luego a Aguilera. No obstante, el segundo beso fue cortado inmediatamente para dirigir la reacción atónita del público, entre ellos, la infame gesto de Justin Timberlake, expareja de Spears. A ellas se unió Missy Elliott quien salió de una capilla de bodas para cantar su tema «Work It» y dar por finalizada la presentación.
En un principio, la actuación iba a estar a cargo por Jennifer López junto a Britney Spears en vez de Christina Aguilera. Sobre el beso, de acuerdo con CBS News en una nota del 2003, Spears mencionó que «fue idea de Madonna». En una nota recogida por Associated Press ese mismo año, Spears aseguró que aparte de nunca haber besado a una mujer, fue algo totalmente improvisado. Spears declaró al respecto de la presentación: «¡Oh Dios, mi mamá... va a ver esto!'. ¡Pero no, le gustó! Y mi papá, lo que es bastante raro, también pensó que estaba bien. Lo que quiero decir es, vaya... era Madonna. Si uno puede besar a alguna mujer en el mundo, tiene que ser ella». En 2006, circuló una respuesta de Madonna a la pregunta de su hija Lourdes: «que besara a Britney Spears no significa más que eso, que la besé. Yo soy la mamá estrella del pop y ella es la estrellita bebé. Y si la beso es para transmitirle mi energía"».
La actuación, especialmente por el beso, causó un frensí de alcance mundial entre el público y los medios de comunicación y, de acuerdo a MTV, alimentó la fantasía de millones de hombres en todo el mundo. Organizaciones católicas condenaron esta presentación, como el caso del movimiento eclesial Misioneros de la palabra de Dios porque promueve el lesbianismo, y lo más preocupante con este acontecimiento mundial, es la complicidad de muchos cristianos, dijo el movimiento. The Atlanta Journal-Constitution recibió quejas por haber mostrado una fotografía como portada inicial el beso, lo que movilizó al editor principal, Hank Klibanoff a emitir una disculpa pública:

En el periódico estamos acostumbrados a utilizar imágenes que a nosotros no nos gustaría publicar, pero que el rigor de la noticia nos impone. Por ejemplo, eso ha ocurrido durante la guerra de Irak o en el caso de beso de Madonna y Britney Spears. Esta foto debería haber figurado en páginas interiores y nunca en la portada.

Retrospectivamente, periodistas de muchas partes del mundo han analizado este acto. Por ejemplo, la autora feminista Camille Paglia describió el momento como «grande»; señaló que el beso era como Madonna diciendo a Spears, «te estoy pasando la antorcha». Sin embargo, según ella, Spears no podía tomar ventaja del beso, pues posteriormente su carrera y estilo de vida quedaría bajo crítica y escrutinio de inmensos medios. Paglia dijo que «literalmente desde ese beso, desde ese momento en adelante, Britney se precipitó fuera de control. ¡Es como si Madonna le hubiese dado el beso de la muerte!». El Periodiquito escribió que «fue un momento que, simbólicamente, pasó la antorcha del pop, y acaparó titulares durante días, solidificando la relevancia de Madonna entre el público más joven». El periódico chileno La Tercera, opina que aunque la «Reina del Pop», Madonna besó a ambas «princesas del pop», fue «el beso con Spears el que acaparó las portadas y [el que] más llamó la atención». BBC Mundo señala que «la Reina del Pop retornó a sus escandalosas raíces, con la ayuda de dos "princesas del pop"» y «algunos de la prensa criticaron la actuación, calificándola como un lamentable intento de llamar la atención.[..] Sin embargo, la táctica de la "Chica Material" volvió a funcionar a la perfección». The New York Times se pronunció ligeramente de manera sarcástica al decir que «el espectáculo fue impresionante; es difícil olvidarse que hace 19 años Madonna podría haber concentrado por sí sola tanta atención».
A través de los años, el beso entre Madonna y Britney Spears ha sido emulado en la cultura popular copiosamente. Por ejemplo, en 2008 Sandra Bullock a Scarlett Johanson en los MTV Movie Awards. En 2011, por la vedette Susan León y la actriz Grace Becerra, ambas del Perú. Ese mismo año, Spears fue homenajeada en la entrega de los MTV Video Music Awards y cuando Lady Gaga en su alter ego «Joe Calderone» quiso repetir el beso entre ella y Madonna al entregarle un premio especial a Britney, esta respondió: «esto yo ya lo hice». En 2012 dos protagonistas en Francia durante una Marcha del Orgullo LGBT, quienes lograron ser trending topic según la agencia de origen francés AFP. Ese mismo año, las presentadoras alemanas Ina Mueller y Barbara Schoeneberger durante la entrega de los Premios Echo.
De igual forma, famosos y celebridades se han expresado al respecto, obteniendo comentarios polarizados. La intérprete Stevie Nicks lo calificó como «el momento más desagradable de la historia de la televisión» y señaló que «Madonna va a estar bien. Madonna es Madonna. Ella hace lo que quiere. Ella va a superar esto. Pero, ¿Britney va a superarlo? No lo sé». Timberlake dijo: «yo no estoy diciendo nada al respecto, así es como no me meto en problemas». Beyoncé dijo que se sintió realmente sorprendida. Chris Rock, comediante y presentador de la ceremonia expresó: «ese beso era bueno, ¿pero donde está el mío?». Comentario similar al de Simon Le Bon, líder de la banda Duran Duran. Mientras tanto, uno de los productores de la MTV se expresó ante la presentación: «fue sensacional, pero la gente buena en lugares como Provo, Utah, no van a dejar que esto se vaya a la ligera».
Más allá de la atención mediática, esta actuación fue ubicada en el puesto número uno de la lista «los 25 momentos más sexys de la historia de los VMA», realizada por la revista Complex en 2012. MTV listó la interpretación como los momentos de apertura número uno en la historia de los MTV Video Music Awards. En una encuesta hecha en Reino Unido, tanto el beso como la actuación se ubicaron como lo más sexy de la década.

### Tsunami Aid 2005
El Tsunami Aid 2005, fue un concierto benéfico para las víctimas del terremoto del océano Índico de 2004. Madonna hizo una versión de «Imagine» del cantante John Lennon. El concierto fue organizado por la NBC y puesto en difusión por todas sus operadoras.

### Live 8 2005
Live 8 fue un evento mundial de conciertos benéficos en 2005, para combatir la pobreza en el mundo; con una audiencia prevista de 5,500 millones de personas.
 Madonna interpretó «Like a Prayer», «Music» y «Ray of Light», en el espectáculo que se llevó a cabo en la ciudad de Londres, Reino Unido en el Hyde Park.
Bob Geldof, organizador del evento, antes de la actuación de Madonna, presentó ante la audiencia a Birhan Woldu, una famosa niña afectada por la hambruna en Etiopía que apareció en el informe de Canadian Broadcasting Corporation (CBC) News en Live Aid de 1985 e inspiró el origen del show. Geldof pidió a Woldu elegir dónde quería aparecer, y eligió a Madonna, ya que era la única artista de la que había oído hablar. Mientras Madonna cantaba los primeros compases de «Like a Prayer», sostenía las manos de Woldu. Con «Like a Prayer» se le unió en apoyo la London Community Gospel Choir.

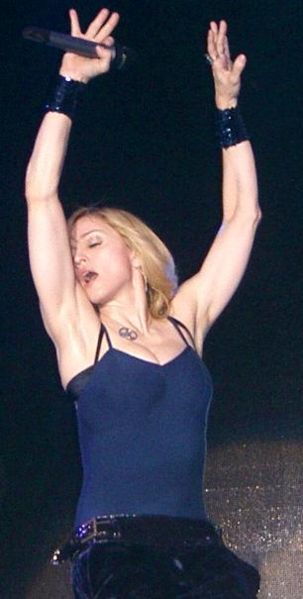
Madonna en el festival de Coachella de 2006.

### Children in Need 2005
Fue un evento benéfico organizado por la BBC en noviembre de 2005. Madonna interpretó su sencillo «Hung Up» y «Get Together».

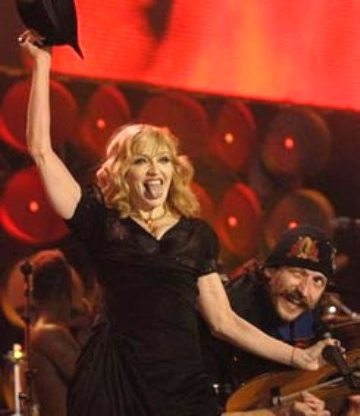
Madonna en el Live Earth de 2007.

### MTV Europe Music Awards 2005
En noviembre de 2005, los MTV Europe Music Awards en el Pavilhão Atlântico de Lisboa en Portugal. Madonna emergió de una bola de disco para cantar «Hung Up» vestida con un leotardo púrpura y unas botas de cuero del mismo color.

### Coatchella 2006
Madonna se presentó en el Festival de Música y Artes de Coachella Valley en 2006, llevado a cabo en Indio, California. Durante la presentación, interpretó su sencillo «Hung Up».
Madonna ha sido el acto de mayores ventas que se ha presentado en la historia del festival. La revista Billboard la situó como la número seis entre los 20 mejores actuaciones que se han hecho en el festival, el rey de los festivales en Estados Unidos. Aunque en un inicio algunos puristas del festival se opusieron ante su presentación, Billboard comenta que «Madonna ofreció un conjunto dinámico de 30 minutos, donde los fanes movian sus traseros».

### Grammy Awards 2006
El 8 de febrero de 2006, se llevó a cabo la ceremonio de los premios Grammy en el Staples Center de Los Ángeles. Madonna se presentó acompañada de la banda animada Gorillaz. La agrupación apareció ante el público gracias a una técnica tridimensional que proyectó sus hologramas en el escenario, de este modo interpretaron «Feel Good Inc.» junto al rapero De La Soul como artista invitado. Después de esto, Madonna apareció sobre el escenario y comenzó a interpretar la canción mientras intercambiaba lugares con los hologramas de la banda. Más tarde se le unió su propio grupo de bailarines y el resto de la presentación se llevó a cabo en el escenario principal, no en la pantalla virtual.

### Live Earth 2007
El Live Earth es un concierto benéfico llevado a cabo en los cinco continentes para dar causa al calentamiento global. Madonna se presentó en el Wembley Arena de Londres donde interpretó «Hey You», «Ray of Light» y la canción «La isla bonita» junto a Gogol Bordello, esta última.

## Década del 2010

### Hope for Haiti 2010
El 22 de enero de 2010, se llevó a cabo el concierto benéfico Hope for Haiti Now: A Global Benefit for Earthquake Relief, en respuesta al terremoto ocurrido en el país de Haití. Madonna interpretó una versión acústica de su tema «Like a Prayer» acompañada de un coro.
Maura Johnston contribuidora de MTV, la calificó como «una actuación brillante», con el coro que sirve de contrapunto perfecto a la voz de Madonna. Jon Caramanica de The New York Times comentó: «durante 20 años, esa canción ha sido el símbolo de uno de los periodos más turbulentos y controvertidos en la vida de Madonna; pero durante cinco minutos en esa noche, era puro, puesta en servicio de algo más grande».

### Super Bowl XLVI 2012
En diciembre de 2011, la NFL anunció que Madonna actuaría en el espectáculo de medio tiempo del Super Bowl XLVI en el Lucas Oil Stadium, Indianápolis, celebrado el 5 de febrero de 2012. Los ensayos para dicha interpretación tomaron más de 320 horas, durante el cual la cantante recibió ayuda en la producción por parte del Cirque Du Soleil y Jamie King.
El personal para el espectáculo incluyó veinte muñecas danzantes, diecisiete bailarines principales, un coro de iglesia con 200 miembros y un drumline conformado por cien percusionistas. Se utilizaron treinta y seis proyectores de imágenes para crear el espectáculo de luces, mientras que la cantante lució 120 pestañas postizas. 150 voluntarios se vistieron como gladiadores —que llevaban ropa interior negra diseñada por Calvin Klein— para cargar un trono de oro de más de 540 kg en el que viajaba Madonna. El vestuario de la intérprete era de color negro con accesorios dorados, además de una capa de oro diseñada por Givenchy, que tardó más de 750 horas en elaborarse. Madonna interpretó un popurrí de sus éxitos pasados y su nuevo sencillo «Give Me All Your Luvin'» que inició con «Vogue», seguido de «Music» (interpretada con LMFAO, junto con extractos de «Party Rock Anthem» y «Sexy and I Know It»), «Give Me All Your Luvin'» (junto con Nicki Minaj y M.I.A. vestidas de animadoras), un interludio de «Open Your Heart»/«Express Yourself» y finalizando con «Like a Prayer» (interpretada con Cee Lo Green). Una vez concluido el espectáculo, un grupo de 250 voluntarios desmantelaron el escenario en seis minutos.
El espectáculo generó una amplia atención de los medios de comunicación, después de que M.I.A. extendió el dedo medio a la cámara cerca del final de sus versos, en vez de cantar la palabra «mierda». El incidente provocó que la cadena de televisión NBC y la National Football League ofrecieran una disculpa pública. Pese a esto, la actuación rompió un récord como el espectáculo de medio tiempo del Super Bowl más visto en la historia, ya que registró una audiencia de más 114 millones de espectadores. También estableció un nuevo récord como el trending topic más popular en la red social Twitter, con 10 245 mensajes por segundo, y fue el término más buscado en Google durante el evento. Al igual que los demás artistas que han aparecido en el Super Bowl, Madonna no recibió un pago por la actuación. Sin embargo, un análisis de Forbes reveló que, como los anuncios publicitarios de treinta segundos tenían un costo de US$3 millones cada uno, los doce minutos de exposición en televisión abierta tenía un valor promocional enorme para Madonna. Lilledeshan Bose de la revista OC Weekly y Rolling Stone lo nombraron como el mejor espectáculo de medio tiempo en la historia, mientras que el equipo de redacción de Billboard lo incluyó entre los «10 mejores espectáculos de medio de tiempo del Super Bowl». Finalmente, los lectores de la revista Billboard la escogieron como la mejor presentación en televisión del año.
El espectáculo obtuvo muchas críticas favorables de los medios de comunicación. Marc Schneider de Billboard dijo que Madonna «sacudió el Super Bowl» y agregó que «en el mundo de Madonna Louise Ciccone, sólo estamos viviendo en ella». Randall Roberts de Los Angeles Times agregó que «Madonna es Madonna por una razón». El crítico Greg Kot del Chicago Tribune llamó al espectáculo como «una parte S&M en el Antiguo Egipto». Agregó que además de recordar a la audiencia de sus mayores éxitos, «Madonna tenía un avance importante que hacer en su carrera... después de todo, nunca hace nada a menos que ella tenga que vender algo». Jon Pareles de The New York Times señaló que la cantante no era tan «infatigable», como en sus años anteriores, todavía aparecía como una «chica fiestera» que volvió regente: «una reina en su trono, una reina de las fiestas que apuntala en las gradas, un cantante de iglesia al frente de un coro».
Neil McCormick de The Daily Telegraph describió el espectáculo como un «homenaje a Madonna» y la «promoción descarada»  del regreso de la cantante a la escena musical después de dirigir W.E.. McCormick terminó la revisión diciendo que «el mensaje [del espectáculo] es que ella está de vuelta en los negocios. Sospecho que se conformaría con un número uno mundial sobre la armonía global». Mario Tarradell de The Dallas Morning News llama el espectáculo de un «alto concepto de la música de vídeo». Luego pasó a añadir que «Madonna manipula brillantemente el impacto combinado de efectos visuales y sónicos. La actuación de 13 minutos fue una maravilla alucinantes».

### Miley Cyrus' MTV Unplugged 2014

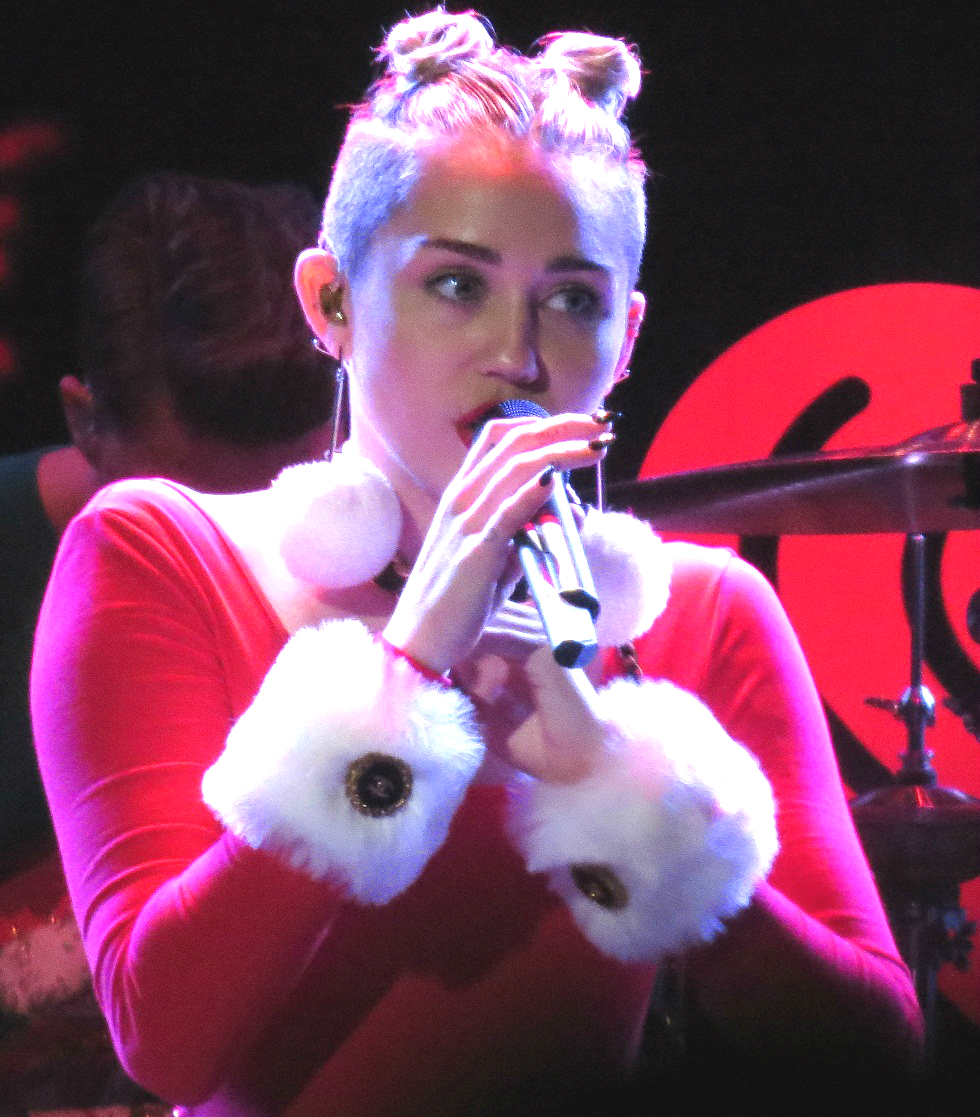
Madonna fue la invitada especial en el concierto acústico de Miley Cyrus para MTV.

El lunes 20 de enero de 2014, la cadena de televisión MTV anunció que Miley Cyrus realizaría una especial en su canal interpretando algunas canciones en acústico del álbum Bangerz en los estudios Sunset Gower de Hollywood. Para dicho concierto, la cantante contó con Madonna como artista invitada, para cantar un mash-up de las canciones «We Can't Stop» de Cyrus y su sencillo del año 2000, «Don't Tell Me». Respecto al dueto con Madonna, Cyrus comento: «Ha sido uno de los mejores momentos de toda mi carrera, una genialidad. Hoy ha sido uno de esos días en los que no me ha costado nada levantarme de la cama. Actuar con Madonna vestida de vaquera y con unas grandes botas es todo lo que podría soñar. La verdad es que todo ha salido a la perfección, estoy muy contenta».
Tamar Anitai de MTV publicó una crítica en el sitio web oficial de la cadena norteamericana, donde sostuvo que: «la actuación de Miley Cyrus en su MTV Unplugged demostró una vez por todas, que más allá de los titulares y las fotografías que muestran la lengua y el circo mediático sin fin, hay un corazón y una voz. Una de las más grandes, más audaces, y una de las voces más importantes música», asimismo calificó el dueto entre Cyrus y Madonna como «otro momento legendario de la música pop». Además, en diciembre de 2014 la radio británica Capital FM nombró a la actuación de las dos cantantes como uno de los momentos más importantes y relevantes del panorama musical de ese mismo año. Asimismo, Madonna en su página de Facebook recordó este momento en diciembre de 2014 como uno de los mejores del año.

## Otros conciertos

### Tears of a Clown
Tears of a Clown fue un concierto especial de la cantante celebrado en el Teatro Forum de Melbourne, en Australia, el 10 de marzo de 2016, mientras realizaba las últimas fechas de su gira mundial Rebel Heart Tour. Fue presentado como un concierto íntimo, y la cantante lo describió como una fusión de música, arte y comedia. Durante el espectáculo, donde Madonna estuvo caracterizada como un payaso con peluca rosada, interpretó canciones de sus discos Ray of Light, Music y American Life. La lista total fue: «Send in the Clowns», «Drowned World/Substitute for Love», «X-Static Process», «Between the Bars», «Nobody's Perfect», «Easy Ride», «Intervention», «I'm So Stupid», «Paradise (Not for Me)», «Joan of Arc», «Don't Tell Me», «Mer Girl», «Borderline», «Take a Bow» y «Holiday».

### De giras musicales

#### «Like a Virgin» en el Blond Ambition World Tour

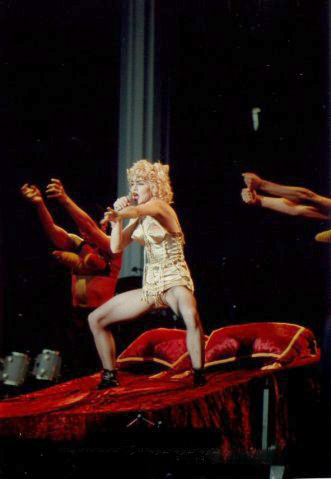
Madonna en el concierto. El Vaticano lo calificó como «el espectáculo más satánico en la historia de la humanidad».

En la gira Blond Ambition World Tour de 1990, Madonna interpretó la canción «Like a Virgin». Se hizo un arreglo de estilo de Oriente Medio, ambientado en una iglesia donde se podían ver velas y se creó una coreografía subida de tono, en la que Madonna usaba un corsé dorado y simulaba masturbarse de manera brusca en una cama de seda roja en compañía de dos bailarines que usaban sostenes cónicos, diseñados por Jean-Paul Gaultier. El periodista musical Adam Sexton en el libro Desperately Seeking Madonna: In Search of the Meaning of the World's Most Famous Woman de 2008, escribió que en «esta versión rítmica egipcia [de "Like a Virgin"] y con los bailarines vestidos como hermafroditas con los pechos cónicos; los roles de género y las preferencias sexuales son borrosas desde el principio como los bailarines alternativamente juegan con Madonna. En un primer momento, se deja tirar a un lado, pero el punto culminante es "autoerótica"».
Esta actuación generó polémica, particularmente cuando la policía de Toronto amenazó con arrestarla por el cargo de exhibicionismo indecente a menos que la modificara. Madonna no lo hizo y no la arrestaron. Según Michelle Morgan en la biografía del 2015, Madonna la cantante afirmó que preferiría cancelar el espectáculo que cambiarlo. El Papa Juan Pablo II había alentado a los fieles católicos a un boicot de los conciertos de la gira, debido a la fusión de sexo y religión y la masturbación simulada de una súplica en busca de redención espiritual. También fue criticada por el grupo católico Famiglia Domani que consideró la gira como un «espectáculo vergonzoso». Otros en sumarse fueron La Iglesia de Inglaterra y las demás comunidades cristianas.
El académico intelectual estadounidense Douglas Kellner sugiere que «en respuesta a esta crítica, se podría argumentar que Madonna está ironizando constantemente las relaciones de dominación, poniendo sus mecanismos en la exhibición, subvirtiéndolos y revelando la artificialidad, constructividad y reversibilidad de las relaciones de poder y dominación».

#### «Live To Tell» en el The Confessions Tour

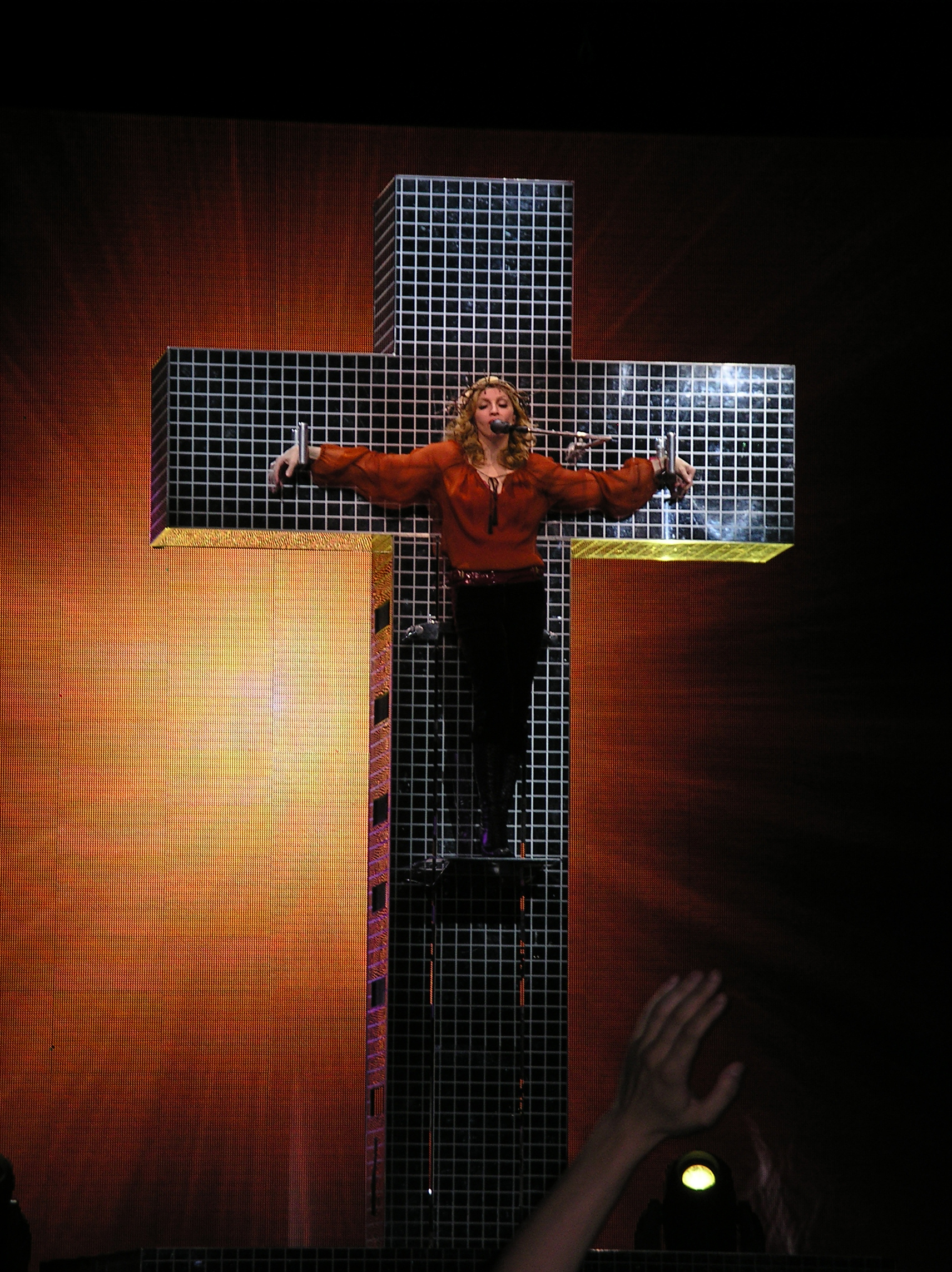
Durante la interpretación de «Live to tell» en la gira Confessions Tour (2006), Madonna vistió una blusa naranja y llevó una corona de espinas mientras colgaba de una cruz de espejos.

Durante la actuación de «Live to Tell» en la gira Confessions Tour, de 2006, la cantante era elevada desde el piso colgando de una cruz de espejos; vestía una blusa roja y pantalones de terciopelo, con una corona de espinas sobre su cabeza. Durante la presentación, el número doce millones brillaba por encima de la cantante en las pantallas del escenario, junto con imágenes de niños africanos; esto fue ideado para detallar el número estimado de niños que han quedado huérfanos por el Sida en África. Al final de la actuación, se muestra en las pantallas una cita del Evangelio de Mateo, en el que menciona: «Estaba desnudo y me vestiste. Estaba enfermo y me cuidaste. Y Dios respondió: todo lo que hicieron con uno de estos abandonados, me lo hicieron a mí».
La actuación generó mucha controversia en el mundo, aunque con muchos críticos alabándola. Por ejemplo, Jenesaispop dijo que «impresiona y se ajusta a otra de las letras a reinterpretar de la Salvadora Madonna».
Los fiscales alemanes en Düsseldorf amenazaron con demandar a la cantante por blasfemia, y la obispa protestante Margot Käßmann creyó que Madonna era mejor que eso, debido a que decía ser una persona religiosa: «tal vez la única manera de que una superestrella envejecida pueda atraer atención es ofender los sentimientos religiosos de la gente». Además, recomendó a los espectadores boicotear los conciertos que la cantante ofreció en Alemania. Por su parte, tanto la Iglesia ortodoxa rusa como la Federación de comunidades judías de Rusia describieron la actuación como «amoral» y también instaron a todos los miembros a boicotear su siguiente espectáculo en Moscú. Al respecto, el portavoz del Patriarcado de Moscú, el padre Vsevolod Chapline, declaró que Madonna «explota los símbolos cristianos y trata de convertir las pasiones humanas, incluidas sus pasiones personales, en algo sagrado. No me parece que los creyentes ortodoxos deban apoyar a esta señora yendo a su concierto». Incluso, la cantante recibió amenazas de secuestro por parte de la mafia rusa si llevaba a cabo su presentación en la capital del país, aunque finalmente no hubo incidentes durante y después del concierto, pese a las advertencias.

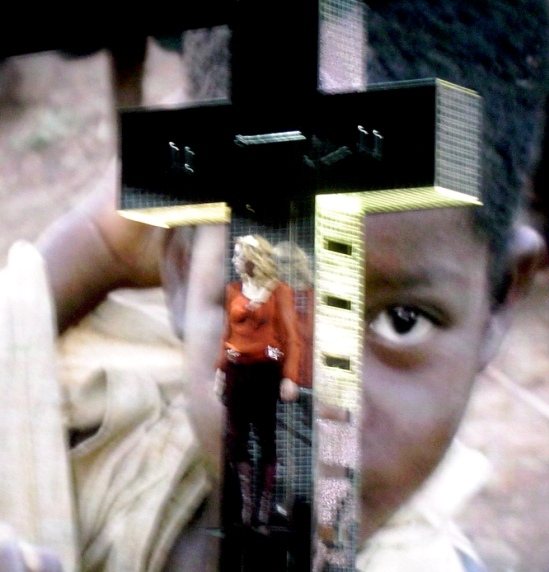
Madonna finalizando la actuación de «Live to Tell» en el concierto de Boston del Confessions Tour. En las pantallas de fondo se puede observar la imagen de un niño africano.

El concierto en el Estadio Olímpico de Roma —ubicado cerca del Vaticano— fue condenado como un acto de hostilidad y blasfemia hacia la Iglesia católica por los líderes religiosos y con el objetivo de «atraer publicidad». El cardenal italiano Ersilio Tonini lo llamó «un reto blasfemo a la fe» y una «profanación de la cruz», y pidió que Madonna fuese excomulgada. El reverendo Manfredo Leone, de la Iglesia de Maria Liberatrice a Monte Testaccio, lo describió de «mal gusto, irrespetuoso y provocativo» y, haciendo referencia a Madonna, declaró que «ser levantado en una cruz con una corona de espinas como un Cristo moderno es absurdo». Como respuesta, Madonna solicitó que el entonces papa Benedicto XVI asistiera al concierto de Roma; la portavoz de la cantante, Liz Rosenberg, declaró en un comunicado al diario italiano La Repubblica que al Papa «le gustaría el espectáculo y aplaudiría» a la artista, y que «debería ver con sus propios ojos la fuerza expresiva, la belleza y la humanidad de Madonna en la actuación».
Líderes musulmanes y judíos también se mostraron molestos a la presentación; Mario Scialoja, jefe de la Liga Musulmana de Italia, comentó que su idea es de pésimo gusto y que haría bien en «regresar a casa». Por su parte, Ricardo Pacifici, portavoz y vicepresidente de la comunidad judía de Roma, agregó que era un acto irrespetuoso, y hacerlo en Roma era aún peor. Debido al uso de imágenes de crucifixión, la actuación fue censurada en el especial Confessions Tour – Live from London, emitido el 22 de noviembre de 2006 en el canal estadounidense NBC; en su lugar, se mostró el vídeo de fondo de la presentación en vez de Madonna cantando en la cruz. Sin embargo, el sacerdote católico y teólogo Carlos Novoa le otorgó una opinión favorable a la actuación en el diario El Tiempo; en su reseña, escribió: «con toda pena de algunos críticos, pero esto no se trata de una burla a la cruz sino de todo lo contrario: una exaltación del misterio de la muerte y resurrección de Jesús en su desvivirse por sus predilectos, los más sufridos, de una factura estética, artística y creativa impactante en absoluto. Tengo que confesar que "Live to Tell" es de los mejores sermones que he presenciado en mi vida, y no me cabe la menor duda que ha tocado el corazón de miles y miles».
Como respuesta, la portavoz de la cantante, Liz Rosenberg, negó que la actuación fuese insultante, al decir que el contexto de su interpretación en la cruz no era negativo ni una falta de respeto hacia la Iglesia. La cantante también mostró su punto de vista en el periódico The Sydney Morning Herald, donde explicó:

Estoy muy agradecida de que mi espectáculo fuese tan bien recibido por todo el mundo. Pero parece que hay muchas interpretaciones sobre mi aparición en la cruz y quería explicarlo yo misma de una vez por todas. 
 Hay un segmento en mi show donde tres de mis bailarines «confiesan» o comparten experiencias terribles de su infancia que finalmente superaron. Mi «confesión» sigue y tiene lugar en una cruz en la que finalmente desciendo. Esto no es una burla hacia la Iglesia. No es diferente a una persona que lleva una cruz o que «carga la cruz» como se dice en la Biblia. Mi actuación no es ni anticristiana, ni sacrílega ni blasfema. Por el contrario, es mi súplica al público a alentar a la humanidad de ayudarnos el uno al otro y ver el mundo entero unido. Creo en mi corazón que si Jesús estuviese vivo hoy estaría haciendo lo mismo. 
 Mi intención específica es llamar la atención a los millones de niños en África que están muriendo cada día y viven sin atención, sin medicamentos y sin esperanza. Estoy pidiendo a la gente que abran sus corazones y mentes para involucrarse de cualquier forma que puedan. No creo que Jesús se hubiese enfurecido conmigo y con el mensaje que estoy tratando de transmitir. Jesús nos ensenó que debemos amar a nuestro prójimo. 
 Por favor no juzguen sin ver mi show.
Madonna.

### Apariciones en Televisión
| Fecha                                                             | Evento                                     | Ciudad      | Canción(es) interpretada(s)                                                            | Ref.                    |
| ----------------------------------------------------------------- | ------------------------------------------ | ----------- | -------------------------------------------------------------------------------------- | ----------------------- |
| 14 de enero de 1984                                               | American Bandstand                         | Hollywood   | «Holiday»                                                                              | [ 213 ] [ 214 ]         |
| 26 de enero de 1984                                               | Top of the Pops                            | Londres     | «Holiday»                                                                              | [ 215 ]                 |
| 13 de diciembre de 1984                                           | Top of the Pops                            | Londres     | «Like a Virgin»                                                                        | [ 216 ]                 |
| 2 de febrero de 1985                                              | Solid Gold                                 | Los Ángeles | «Like a Virgin»                                                                        | [ 217 ]                 |
| 9 de noviembre de 1985                                            | Saturday Night Live                        | Nueva York  | «Take on Me»/«La bamba» · «Three Times a Lady»                                         | [ 218 ]                 |
| 16 de enero de 1993                                               | Saturday Night Live                        | Nueva York  | «Bad Girl» · «Fever»                                                                   | [ 219 ]                 |
| 13 de mayo de 1993                                                | The Arsenio Hall Show                      | Los Ángeles | «Fever» · «The Lady Is a Tramp» (con Anthony Kiedis de los Red Hot Chili Peppers)      | [ 220 ]                 |
| 18 de febrero de 1995                                             | Wetten, dass..?                            | Ravensburg  | «Secret» · «Take a Bow»                                                                | [ 221 ]                 |
| 22 de febrero de 1995                                             | Festival de la Canción de San Remo de 1995 | San Remo    | «Take a Bow» (con Babyface)                                                            | [ 222 ]                 |
| 2 de noviembre de 1995                                            | Top of the Pops                            | Londres     | «You'll See»                                                                           | [ 223 ]                 |
| 21 de febrero de 1998                                             | The National Lottery Show                  | Londres     | «Frozen»                                                                               | [ 224 ]                 |
| 24 de febrero de 1998                                             | Festival de la Canción de San Remo de 1998 | San Remo    | «Frozen»                                                                               | [ 225 ]                 |
| 28 de febrero de 1998                                             | Wetten, dass..?                            | Duisburgo   | «Frozen»                                                                               | [ 226 ]                 |
| 13 de marzo de 1998                                               | The Rosie O'Donnell Show                   | Nueva York  | «Frozen»                                                                               | [ 227 ]                 |
| 29 de mayo de 1998                                                | The Oprah Winfrey Show                     | Chicago     | «Little Star» · «Ray of Light»                                                         | [ 228 ]                 |
| 7 de noviembre de 1998                                            | Wetten, dass..?                            | Linz        | «The Power of Good-Bye»                                                                |                         |
| 23 de noviembre de 1998                                           | Séptimo de caballería                      | Madrid      | «The Power of Good-Bye» · «Drowned World/Substitute for Love»                          | [ 229 ]                 |
| 20 de diciembre de 1998                                           | Top of the Pops                            | Londres     | «The Power of Good-Bye»                                                                | [ 230 ]                 |
| 3 de noviembre de 2000                                            | Late Show with David Letterman             | Nueva York  | «Don't Tell Me»                                                                        | [ 231 ]                 |
| 11 de noviembre de 2000                                           | Wetten, dass..?                            | Friburgo    | «Don't Tell Me»                                                                        | [ 232 ]                 |
| 24 de noviembre de 2000                                           | Top of the Pops                            | Londres     | «Don't Tell Me»                                                                        | [ 230 ]                 |
| 25 de diciembre de 2000                                           | Top of the Pops                            | Londres     | «Music»                                                                                | [ 233 ]                 |
| 24 de abril de 2003                                               | Today Show                                 | Nueva York  | «Mother and Father»                                                                    | [ 234 ]                 |
| 16 de mayo de 2003                                                | Top of the Pops                            | Londres     | «Hollywood»                                                                            | [ 235 ]                 |
| 5 de noviembre de 2005                                            | Wetten, dass..?                            | Mannheim    | «Hung Up»                                                                              | [ 236 ]                 |
| 12 de diciembre de 2005                                           | SMAP×SMAP                                  | Tokio       | «Hung Up»                                                                              | [ 237 ]                 |
| 24 de septiembre de 2013                                          | Galería Gagosian                           | Nueva York  | «Between the Bars» (versión de Elliott Smith)                                          | [ 238 ]                 |
| 26 de febrero de 2015 (emitido el 14 de marzo de 2015)            | The Jonathan Ross Show                     | Londres     | «Ghosttown» · «Living for Love»                                                        | [ 239 ]                 |
| 2 de marzo de 2015                                                | Le Grand Journal                           | París       | «Living for Love» · «Ghosttown»                                                        | [ 240 ]                 |
| 8 de marzo de 2015                                                | Che tempo che fa                           | Milán       | «Devil Pray» · «Ghosttown»                                                             | [ 241 ]                 |
| 16 de marzo de 2015 (emitido el 17, 18, 19 y 20 de marzo de 2015) | The Ellen DeGeneres Show                   | Burbank     | «Living for Love» · «Joan of Arc» · «Ghosttown» · «Dress You Up» (con Ellen DeGeneres) | [ 242 ] [ 243 ] [ 244 ] |
| 9 de abril de 2015                                                | The Tonight Show Starring Jimmy Fallon     | Nueva York  | «Bitch I'm Madonna» · «Holiday»                                                        | [ 245 ]                 |

## Lista de críticas
A continuación, una tabla con algunos ejemplos de las listas que los medios de comunicación recopilan o encuestan sobre las actuaciones de diversas actividades, donde han incluido a muchas que ha realizado Madonna.
| Año  | Lista                                                              | Compañía                     | Tipo                                 | Posición/Puntaje | Presentación                                                                | Ref(s)  |
| ---- | ------------------------------------------------------------------ | ---------------------------- | ------------------------------------ | ---------------- | --------------------------------------------------------------------------- | ------- |
| 2015 | 10 Best Super Bowl Halftime Shows Ever                             | Billboard                    | Lista (Redactores de Billboard)      | No. 3            | Madonna en el espectáculo de medio tiempo del Super Bowl XLVI               | [ 246 ] |
| 2015 | Ranking all 22 major Super Bowl halftime shows                     | USA Today Sport              | Lista (Redactores de USA Today)      | No. 15           | Madonna en el espectáculo de medio tiempo del Super Bowl XLVI               | [ 247 ] |
| 2015 | Super Bowl 49: Ranking best, worst halftime shows of past 20 years | CBS Sports                   | Lista (Redactores de CBS Sport)      | No. 5            | Madonna en el espectáculo de medio tiempo del Super Bowl XLVI               | [ 248 ] |
| 2014 | 24 Most Memorable Moments from MTV's VMAs                          | Fuse TV                      | Lista (Redactores de Fuse TV)        | No. 1            | Madonna y su vestido de novia en los MTV Video Music Awards de 1984         | [ 249 ] |
| 2014 | 24 Most Memorable Moments from MTV's VMAs                          | Fuse TV                      | Lista (Redactores de Fuse TV)        | No. 9            | Madonna y su beso con Britney Spears en los MTV Video Music Awards del 2003 | [ 249 ] |
| 2014 | 24 Most Memorable Moments from MTV's VMAs                          | Fuse TV                      | Lista (Redactores de Fuse TV)        | No. 14           | Madonna Strike A Pose en MTV Video Music Awards de 1990                     | [ 249 ] |
| 2014 | Top 10 MTV VMA's best moments ever                                 | Stuff.co.nz                  | Lista (Redactores de Stuffs)         | No. 2            | Madonna y el beso con Britney en los MTV Video Music Awards de 2003         | [ 250 ] |
| 2014 | Top 10 MTV VMA's best moments ever                                 | Stuff.co.nz                  | Lista (Redactores de Stuffs)         | No. 5            | Madonna y su vestido de pastel de MTV Video Music Awards en 1984            | [ 250 ] |
| 2014 | 20 Best MTV VMAs Opening Performances                              | Rolling Stone                | Lista (Redactores de Rolling Stone)  | No. 1            | 2003 MTV Video Music Awards                                                 | [ 52 ]  |
| 2014 | 20 Best MTV VMAs Opening Performances                              | Rolling Stone                | Lista (Redactores de Rolling Stone)  | No. 8            | 1993 MTV Video Music Awards                                                 | [ 52 ]  |
| 2014 | 20 Best MTV VMAs Opening Performances                              | Rolling Stone                | Lista (Redactores de Rolling Stone)  | No. 9            | 1989 MTV Video Music Awards                                                 | [ 52 ]  |
| 2014 | 20 Best MTV VMAs Opening Performances                              | Rolling Stone                | Lista (Redactores de Rolling Stone)  | No. 19           | 1998 MTV Video Music Awards                                                 | [ 52 ]  |
| 2014 | Ten of the Best MTV VMA Moments                                    | International Business Times | Lista (Redactores de IBTimes)        | No. 3            | Madonna y el beso de Britney Spears en el MTV Video Music Awards de 2003    | [ 251 ] |
| 2014 | MTV VMAs' 15 Best Performances of All Time                         | Billboard                    | Lista (Redactores de Billboard)      | No. 2            | 1990 MTV Video Music Awards                                                 | [ 252 ] |
| 2014 | MTV VMAs' 15 Best Performances of All Time                         | Billboard                    | Lista (Redactores de Billboard)      | No. 14           | 1984 MTV Video Music Awards                                                 | [ 252 ] |
| 2013 | The Greatest Super Bowl Halftime Shows                             | Rolling Stone                | Encuesta (Lectores de Rolling Stone) | No. 1            | Madonna en el espectáculo de medio tiempo del Super Bowl XLVI               | [ 253 ] |
| 2012 | Best TV Performance of 2012                                        | Billboard                    | Encuesta (Lectores de Billboard)     | No. 1 (38%)      | Madonna en el espectáculo de medio tiempo del Super Bowl XLVI               | [ 254 ] |
| 2008 | The Top 10 Opening Moments In VMA History                          | MTV                          | Lista (Redactores de MTV)            | No. 1            | 2003 MTV Music Video Awards                                                 | [ 255 ] |
| 2008 | The Top 10 Opening Moments In VMA History                          | MTV                          | Lista (Redactores de MTV)            | No. 10           | 1984 MTV Music Video Awards                                                 | [ 255 ] |

## Infografía

### Estilismos

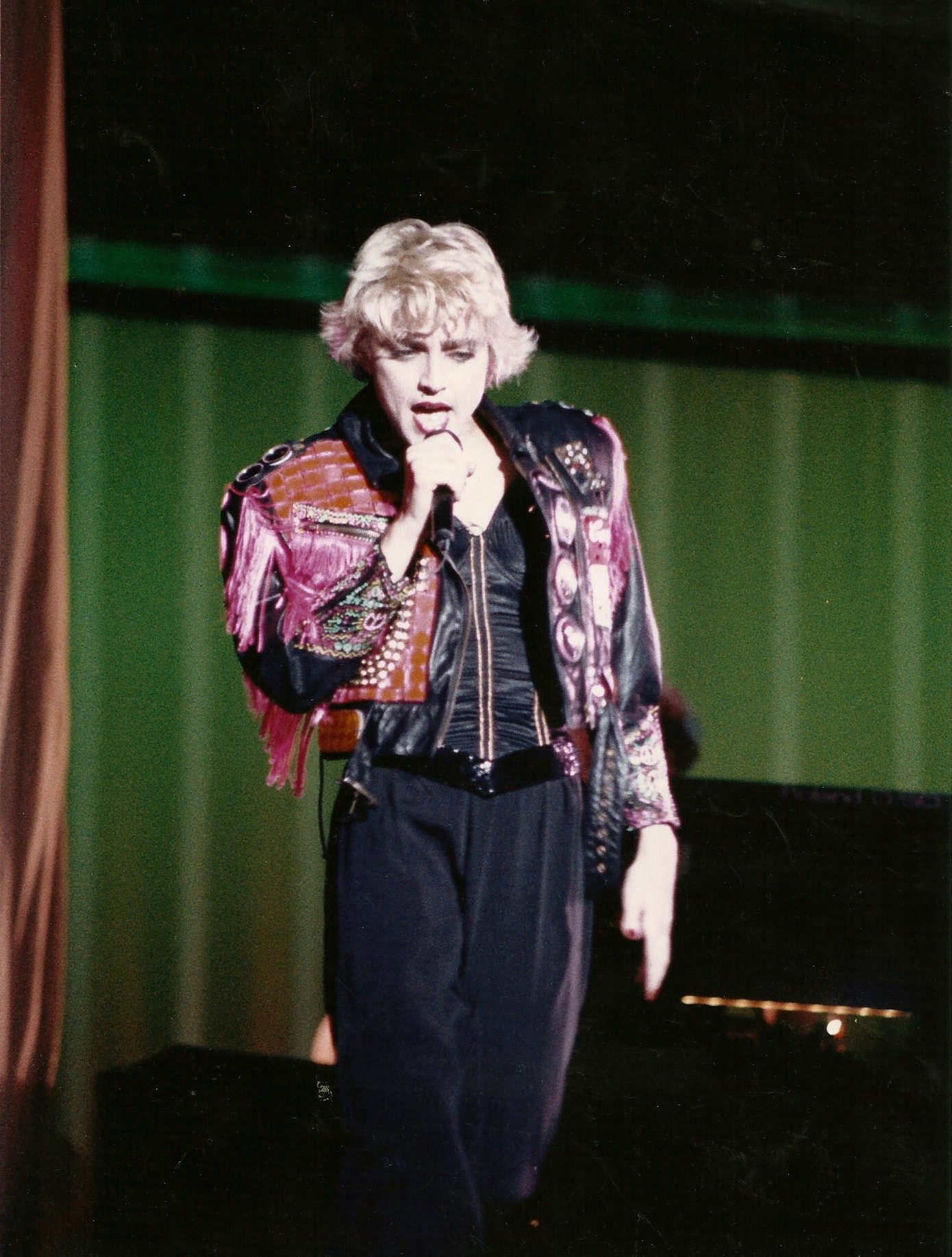
Madonna en el Who's That Girl World Tour con estilismo latino
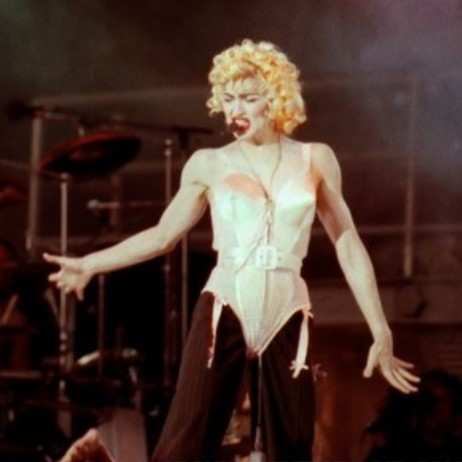
Madonna en el Blond Ambition World Tour con el corsé cónico diseñado por Jean-Paul Gaultier
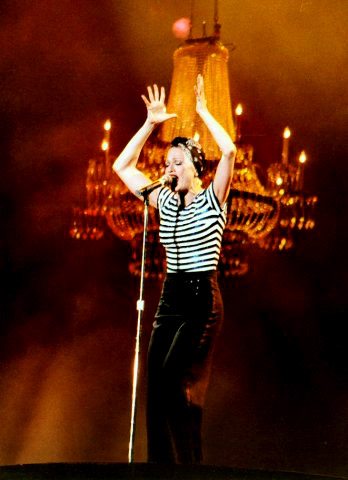
Madonna en el Girlie Show Tour con indumentaria francesa
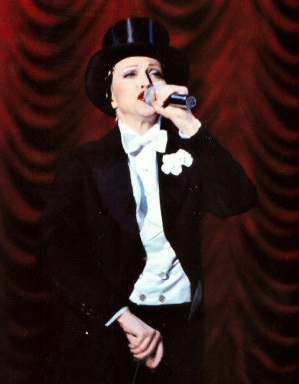
Madonna en el Girlie Show Tour con indumentaria andrógina
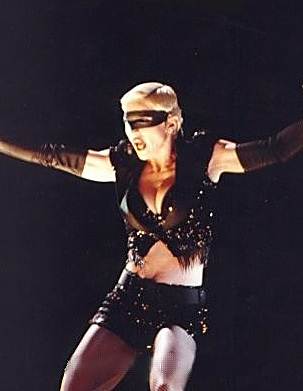
Madonna en el Girlie Show Tour con indumentaria sadomasoquista
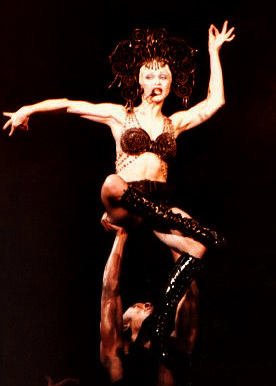
Madonna en el Girlie Show Tour con indumentaria tailandesa
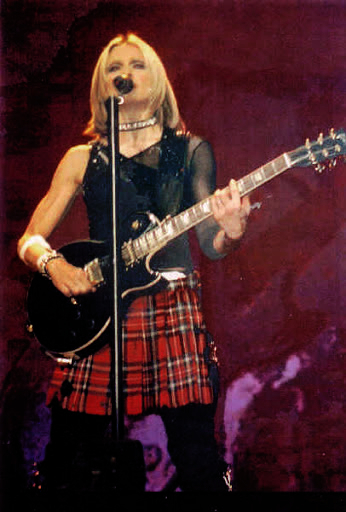
Madonna en el Drowned World Tour con estilismo post-punk
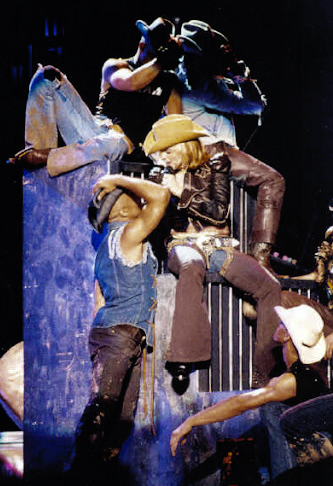
Madonna en el Drowned World Tour con indumentaria wéstern
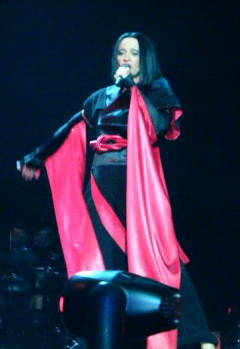
Madonna en el Drowned World Tour con estilismo japonés
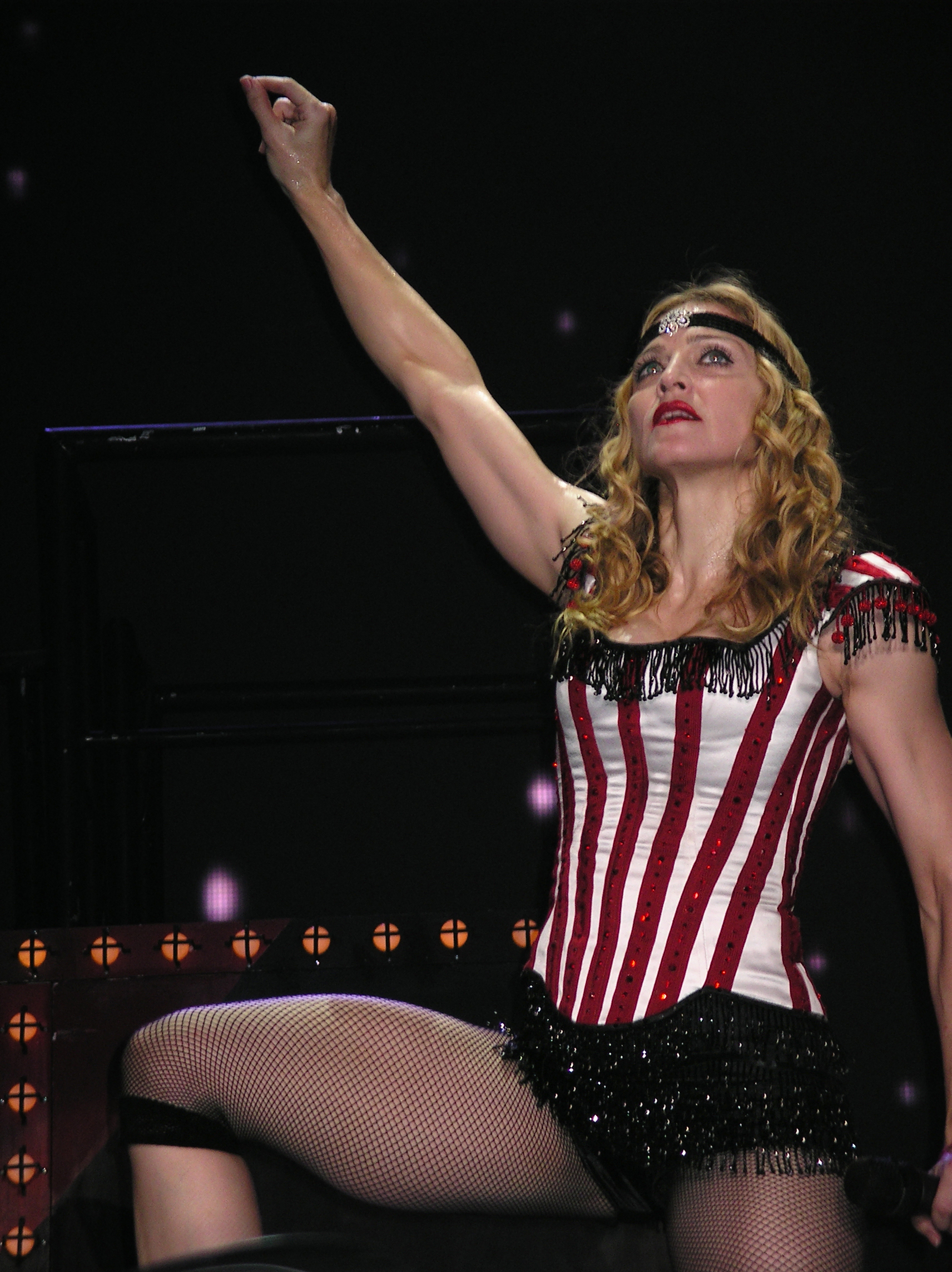
Madonna en el Re-Invention World Tour con estilismo circense
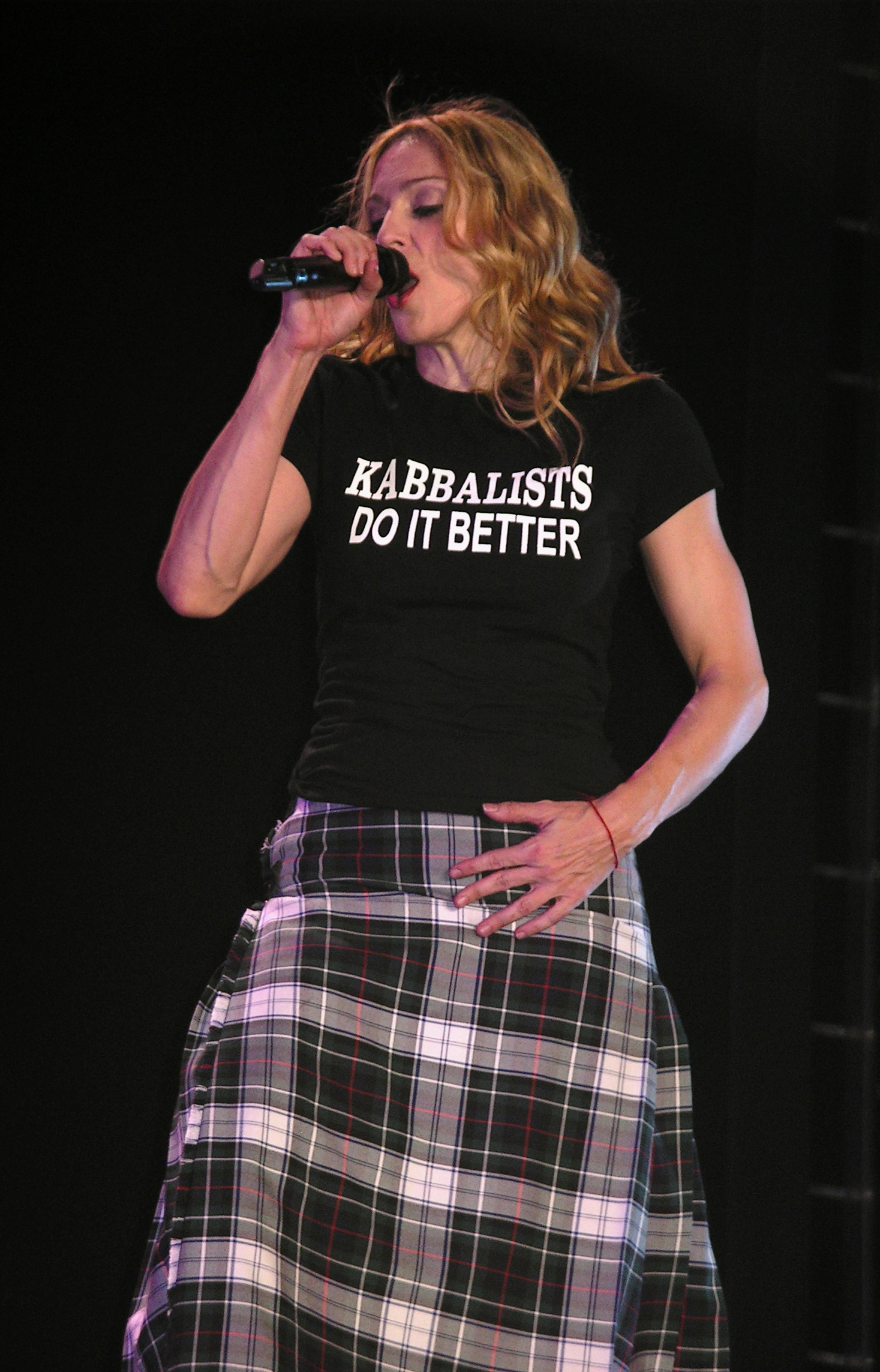
Madonna en el Re-Invention World Tour con estilismo escocés
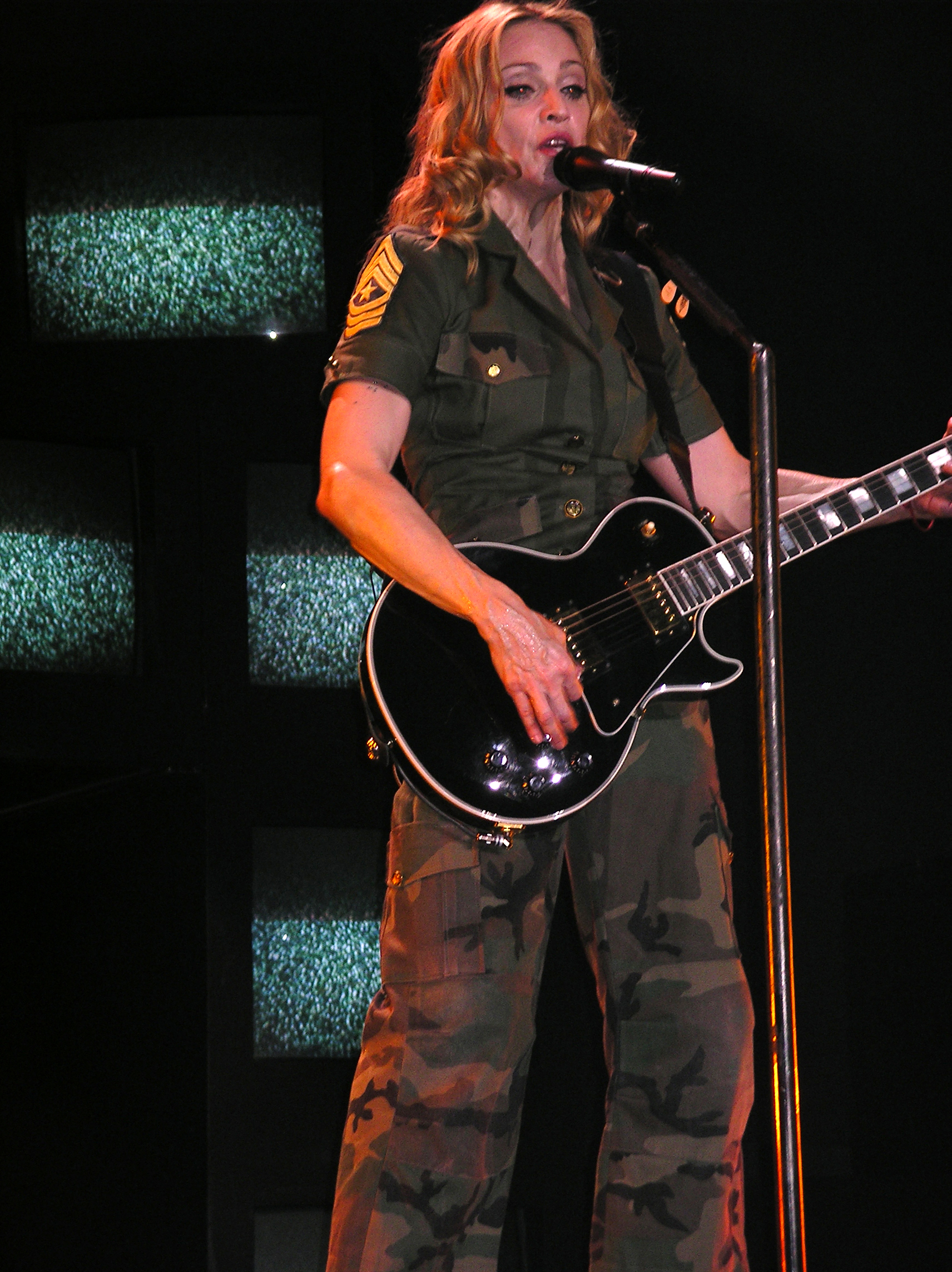
Madonna en el Re-Invention World Tour con indumentaria militar
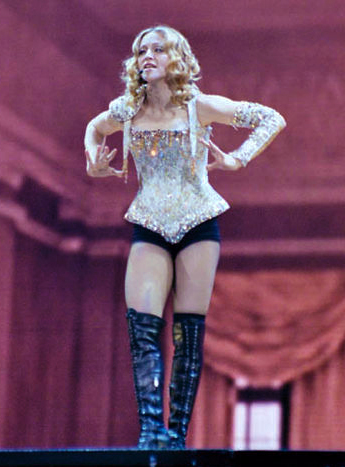
Madonna en el Re-Invention World Tour con indumentaria barroca
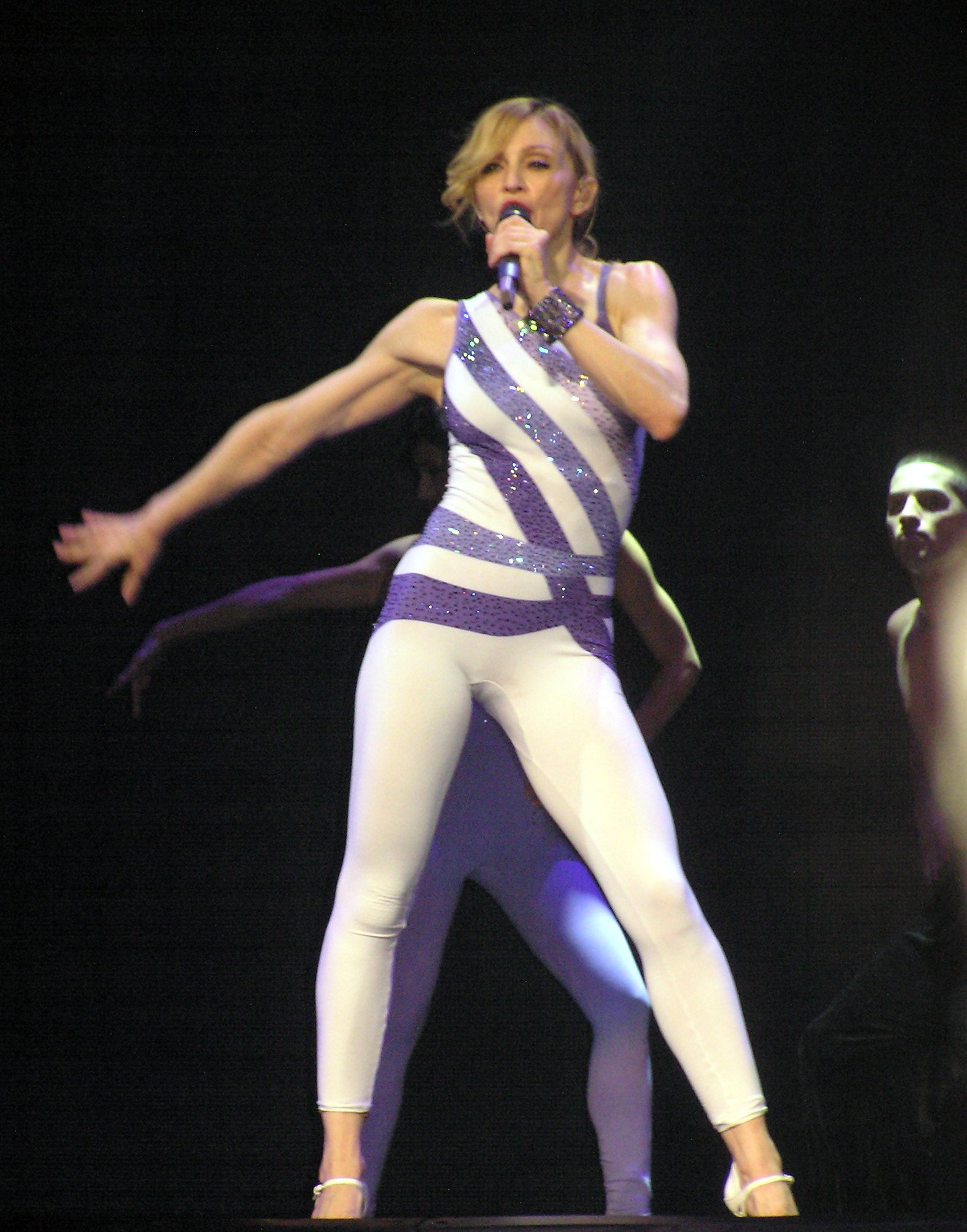
Madonna en el Confessions Tour al estilo disco setentero
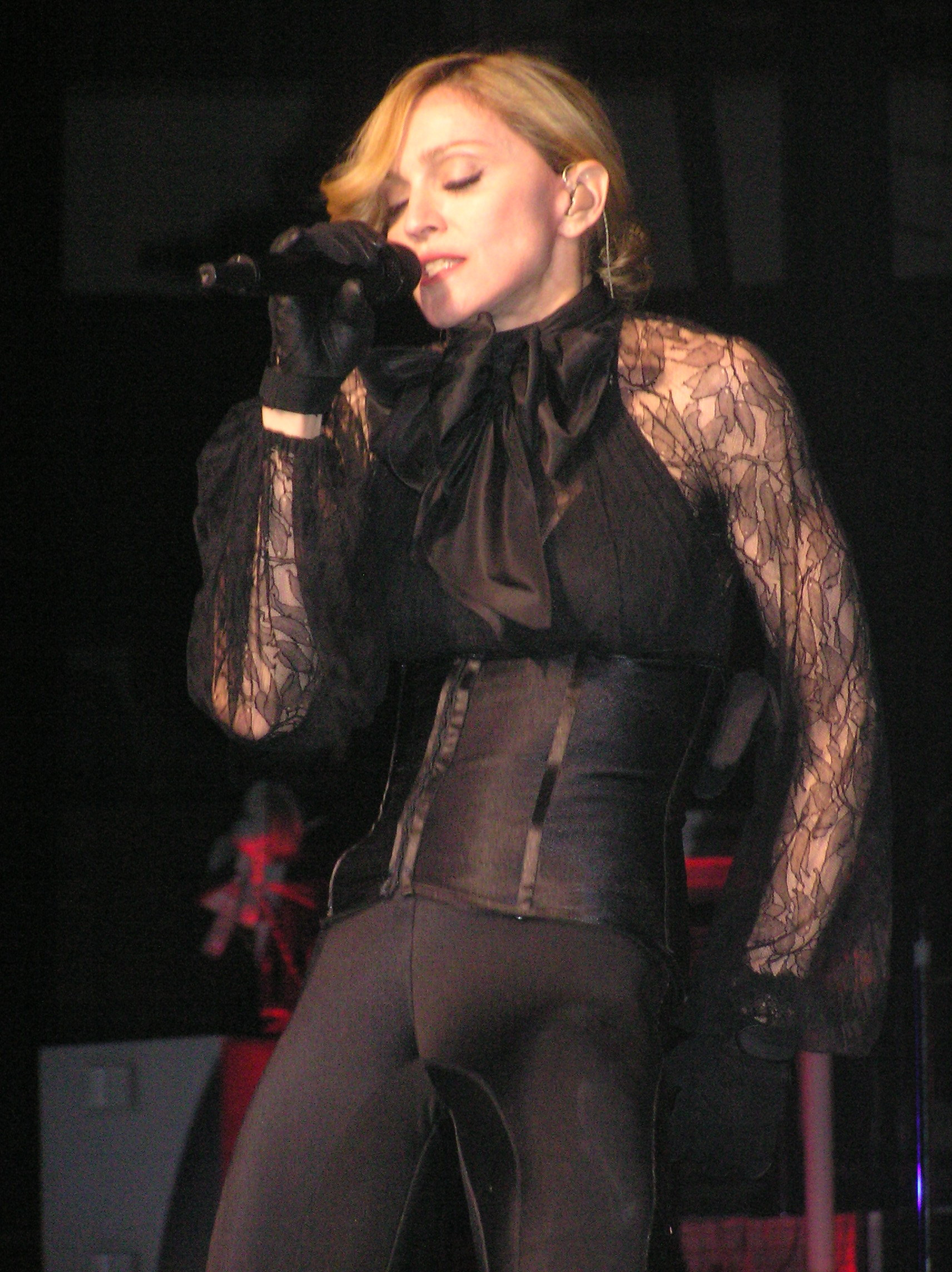
Madonna en el Confessions Tour con indumentaria de equitación
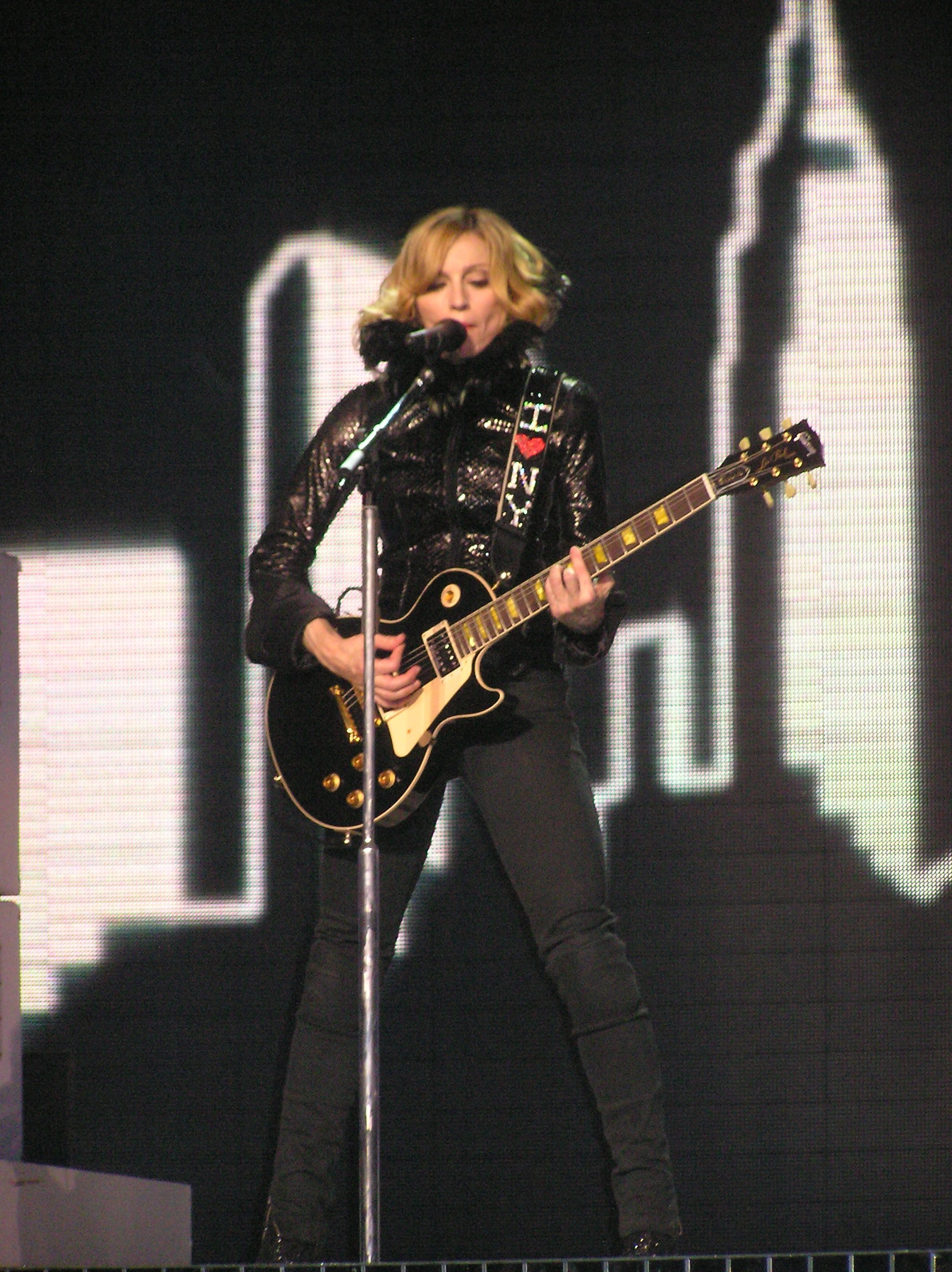
Madonna en el Confessions Tour con estilismo de Nueva York
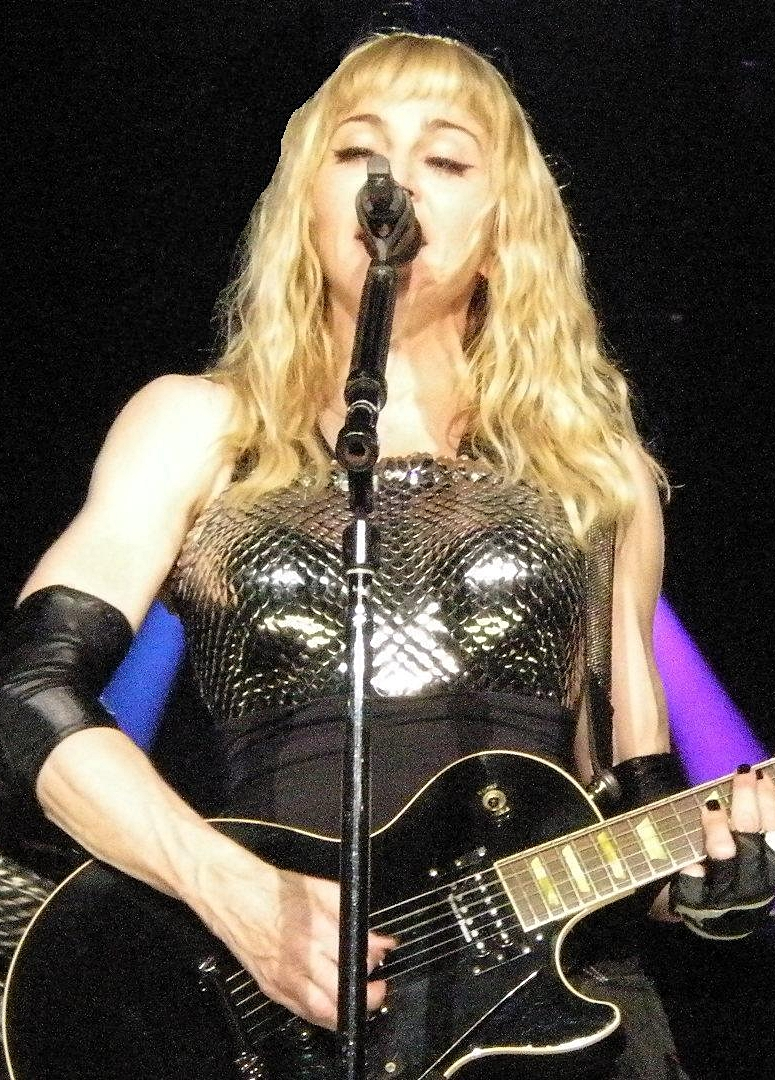
Madonna en el Sticky & Sweet Tour con indumentaria rockera
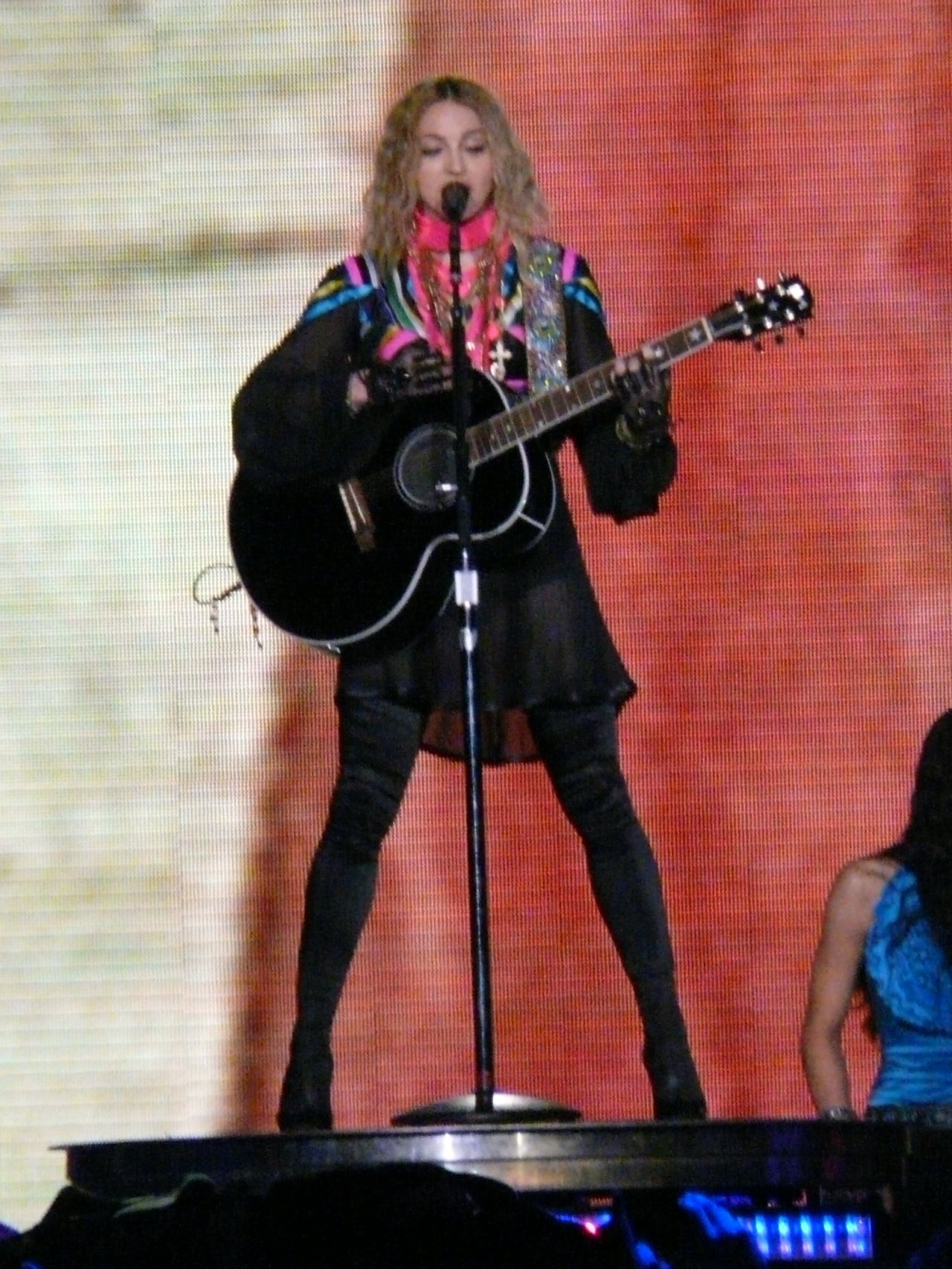
Madonna en el Sticky & Sweet Tour con indumentaria gitana
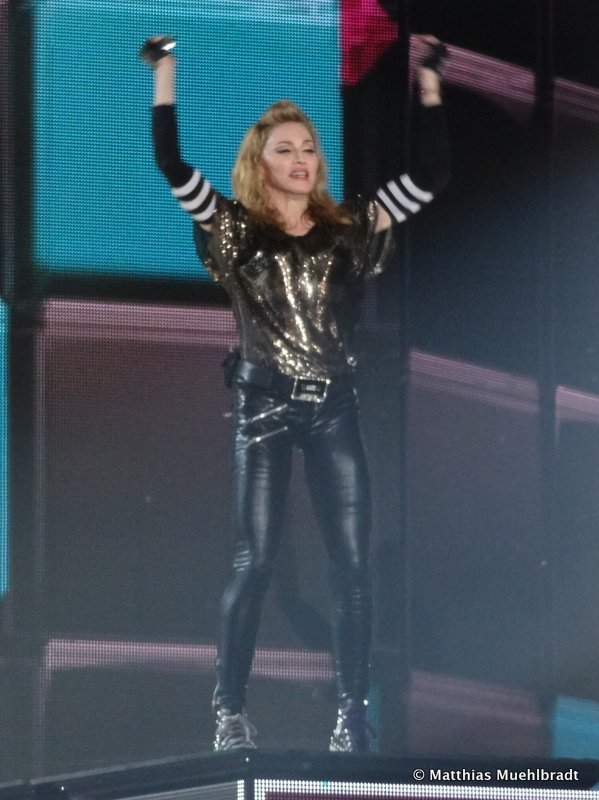
Madonna en The MDNA Tour con estilismo de EDM
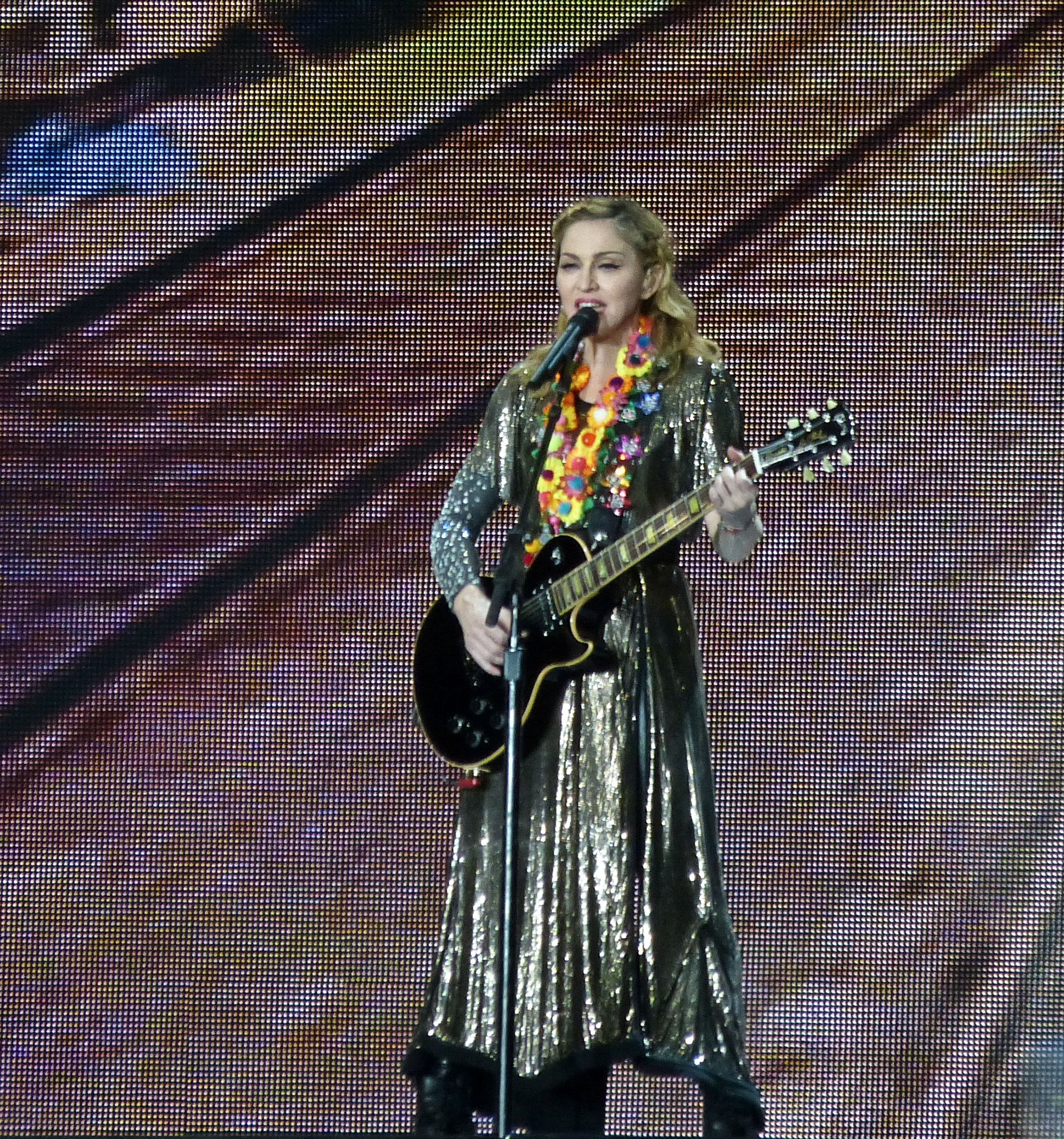
Madonna en The MDNA Tour con estilismo hawaiano
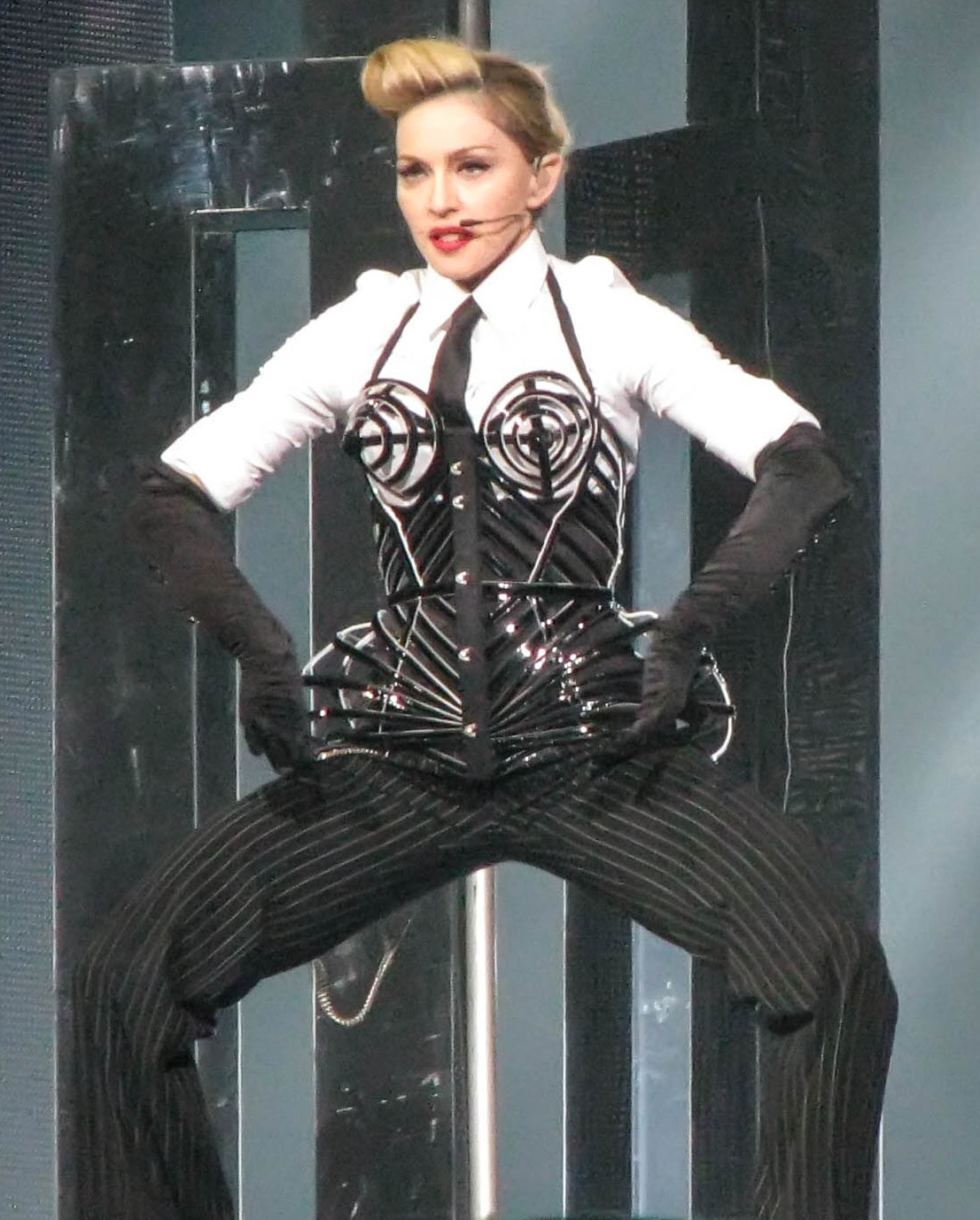
Madonna en The MDNA Tour con estilismo francés
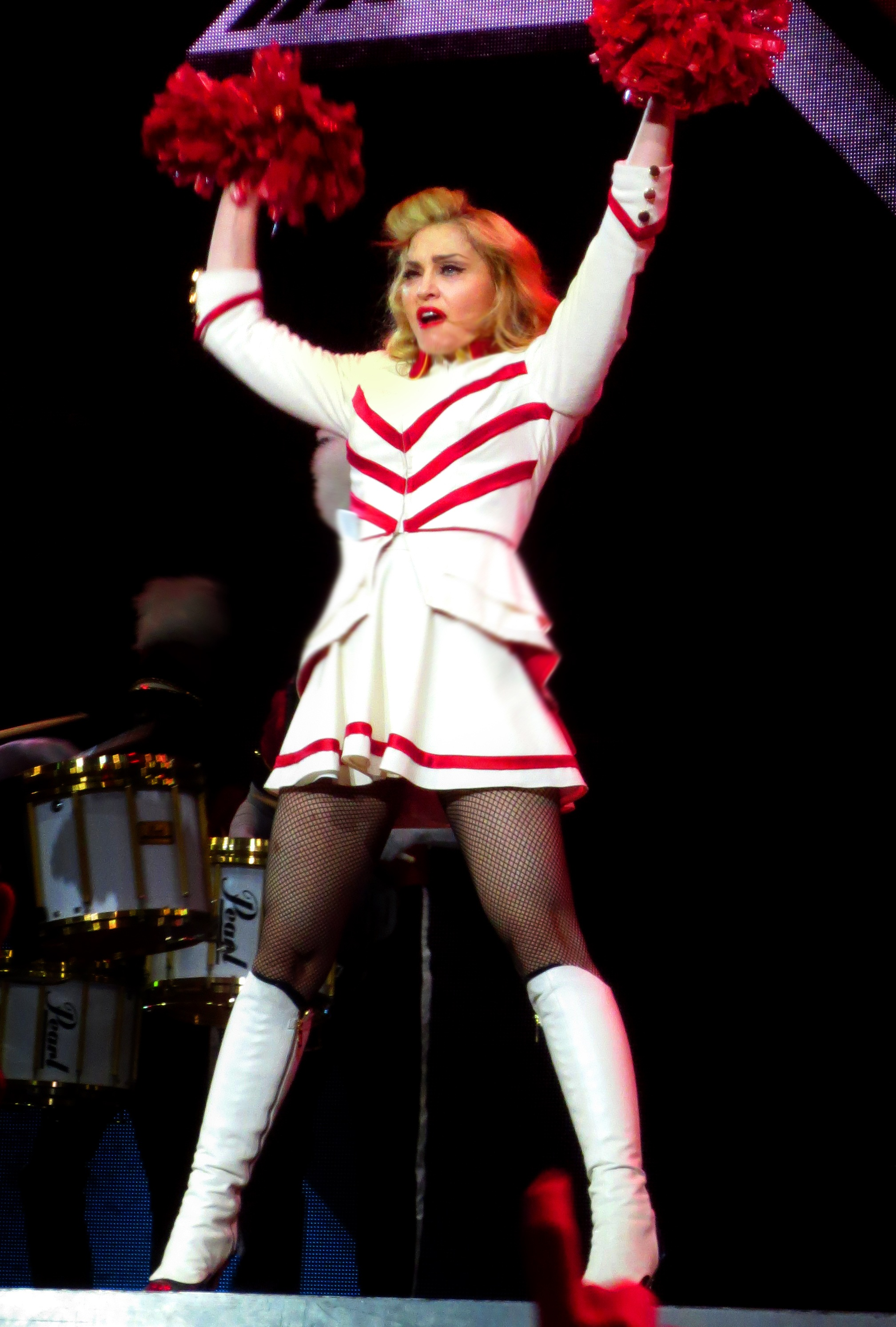
Madonna en The MDNA Tour con indumentaria majorette
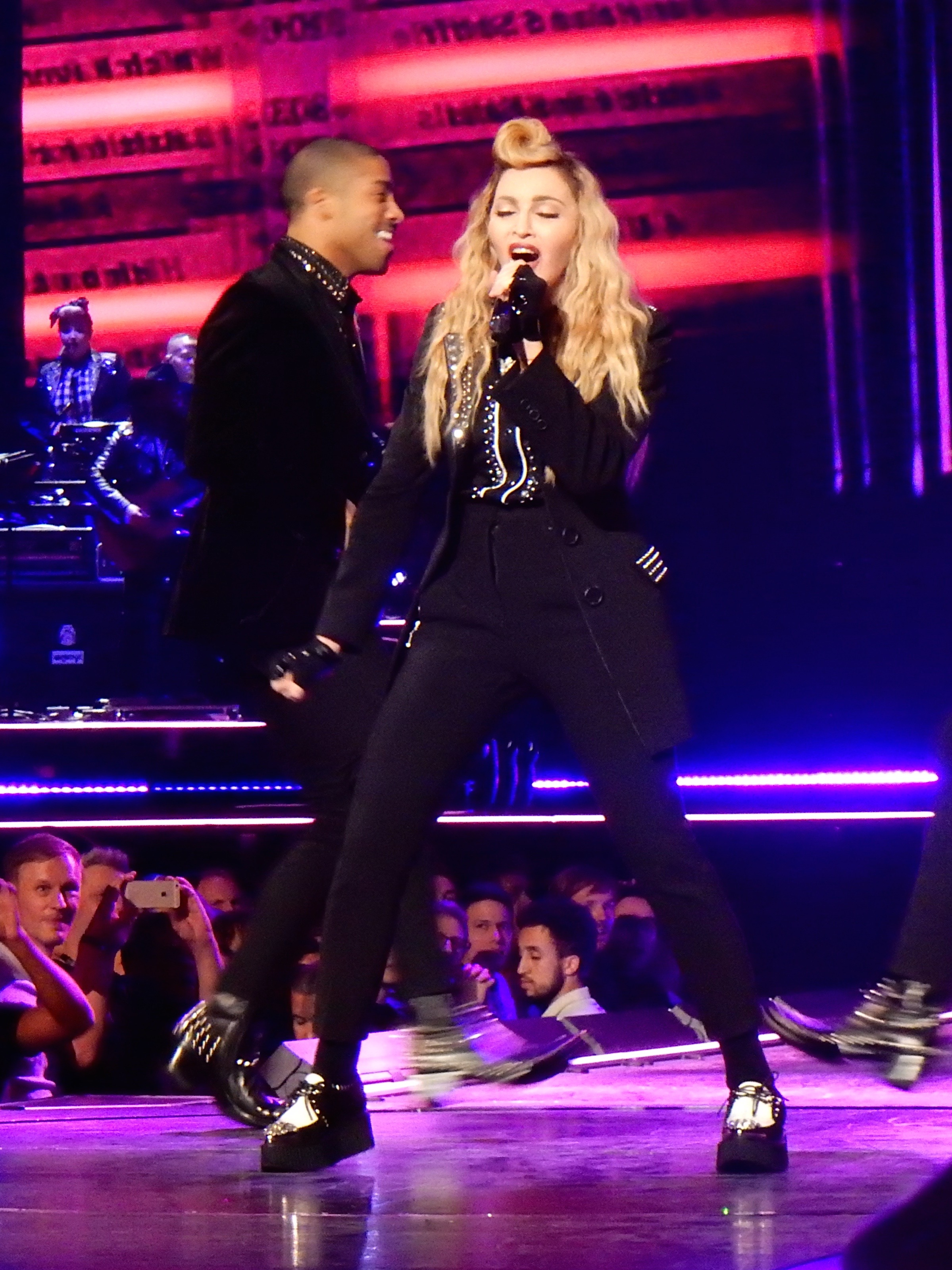
Madonna en el Rebel Heart Tour con estilismo Rockabilly
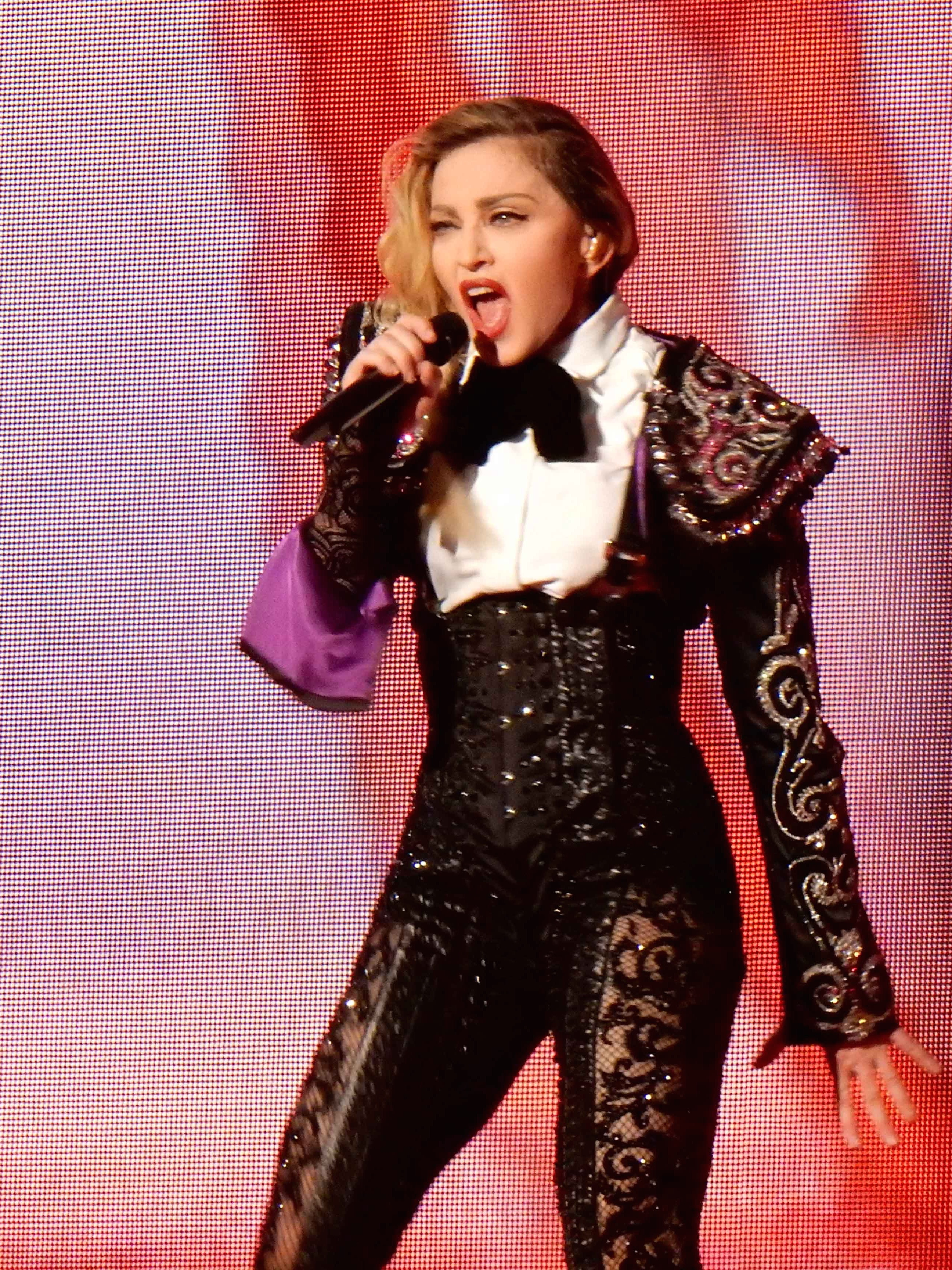
Madonna en el Rebel Heart Tour con indumentaria torera
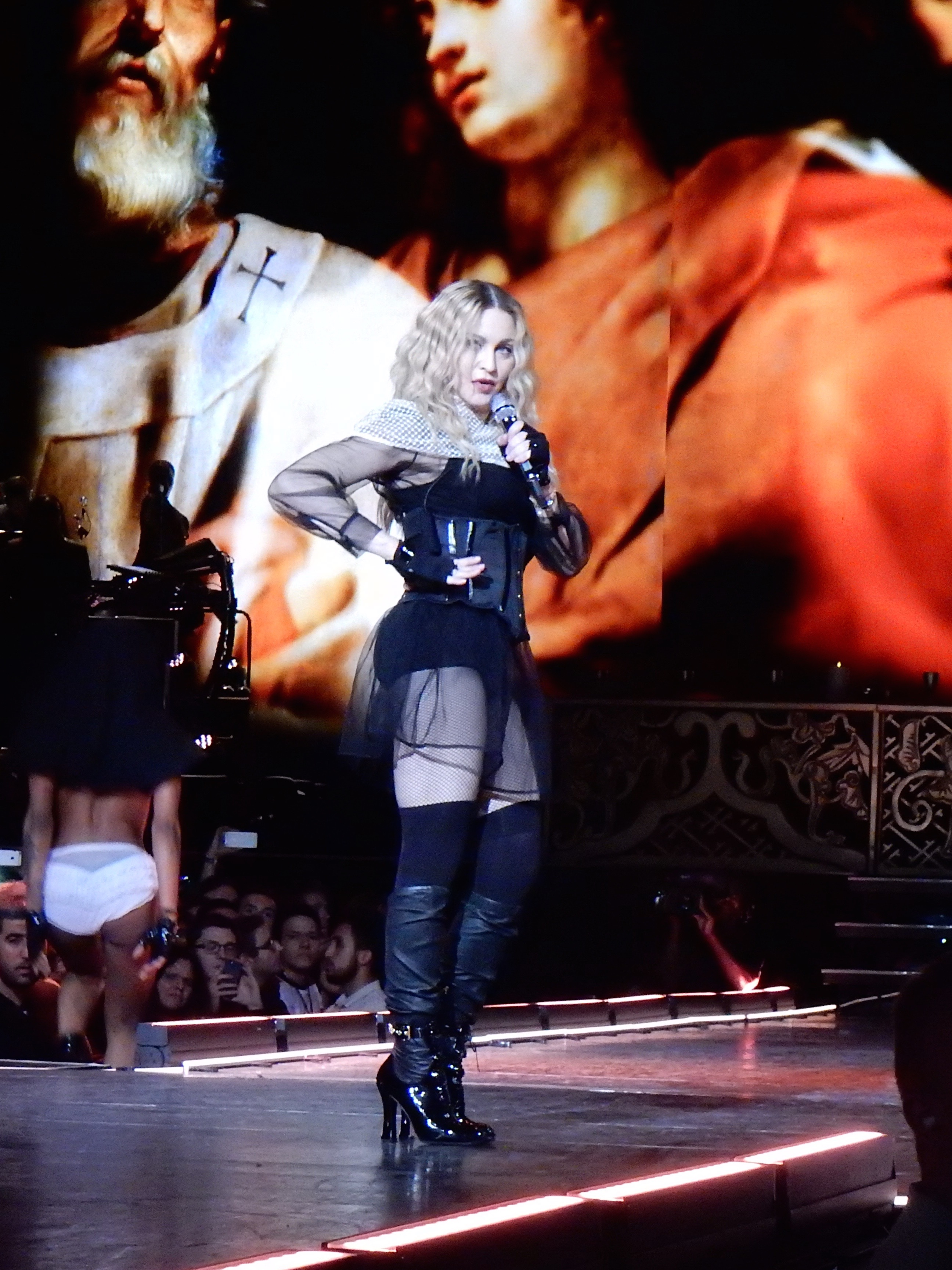
Madonna en el Rebel Heart con indumentaria religiosa
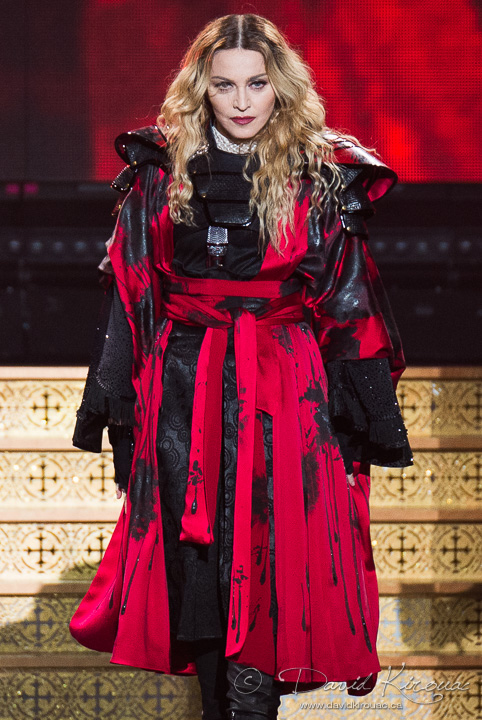
Madonna en el Rebel Heart Tour con estilismo gótico
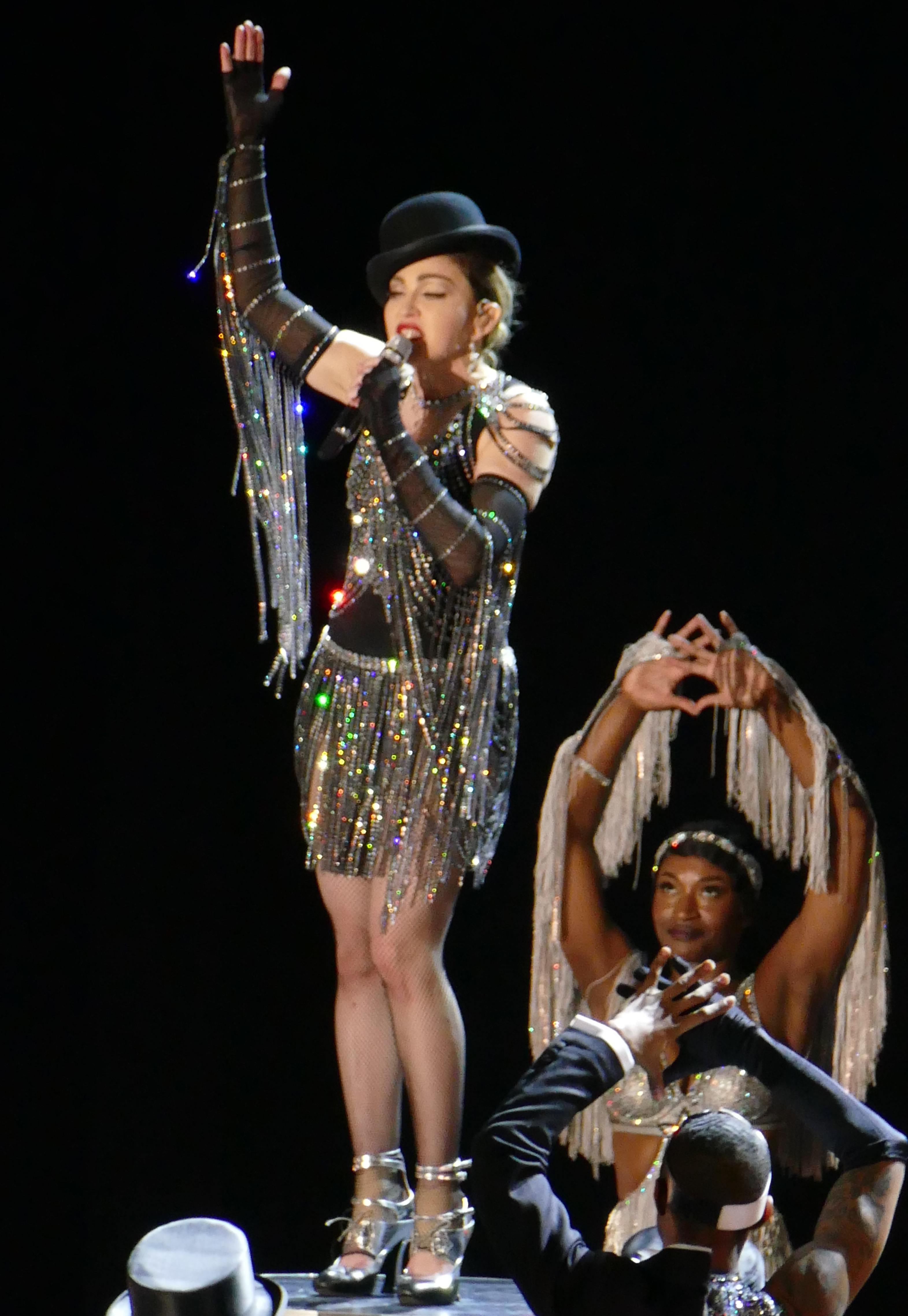
Madonna en el Rebel Heart Tour con indumentaria charlestón

### Audiencia

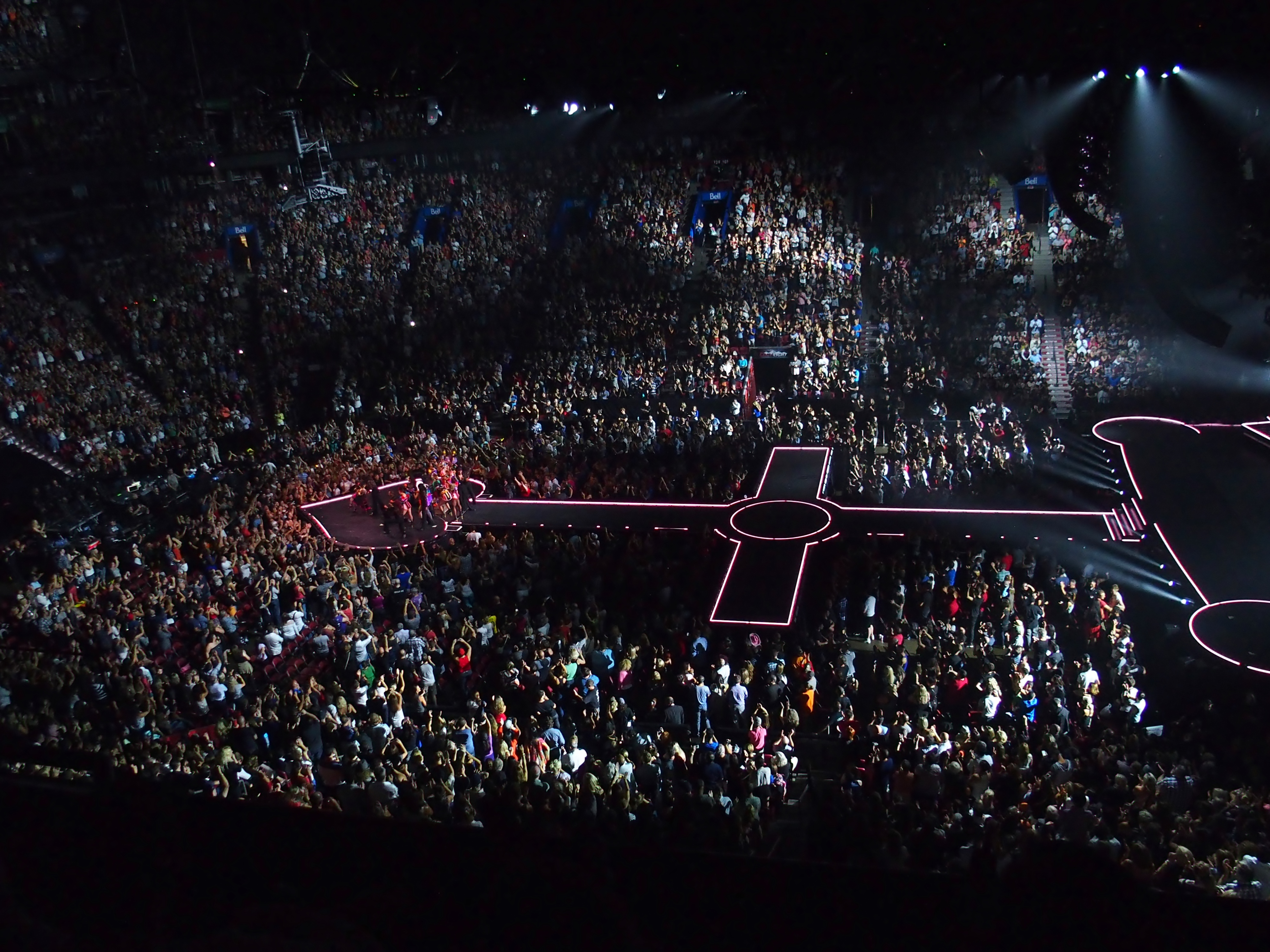
Parte de la audiencia en Canadá durante el Rebel Heart Tour
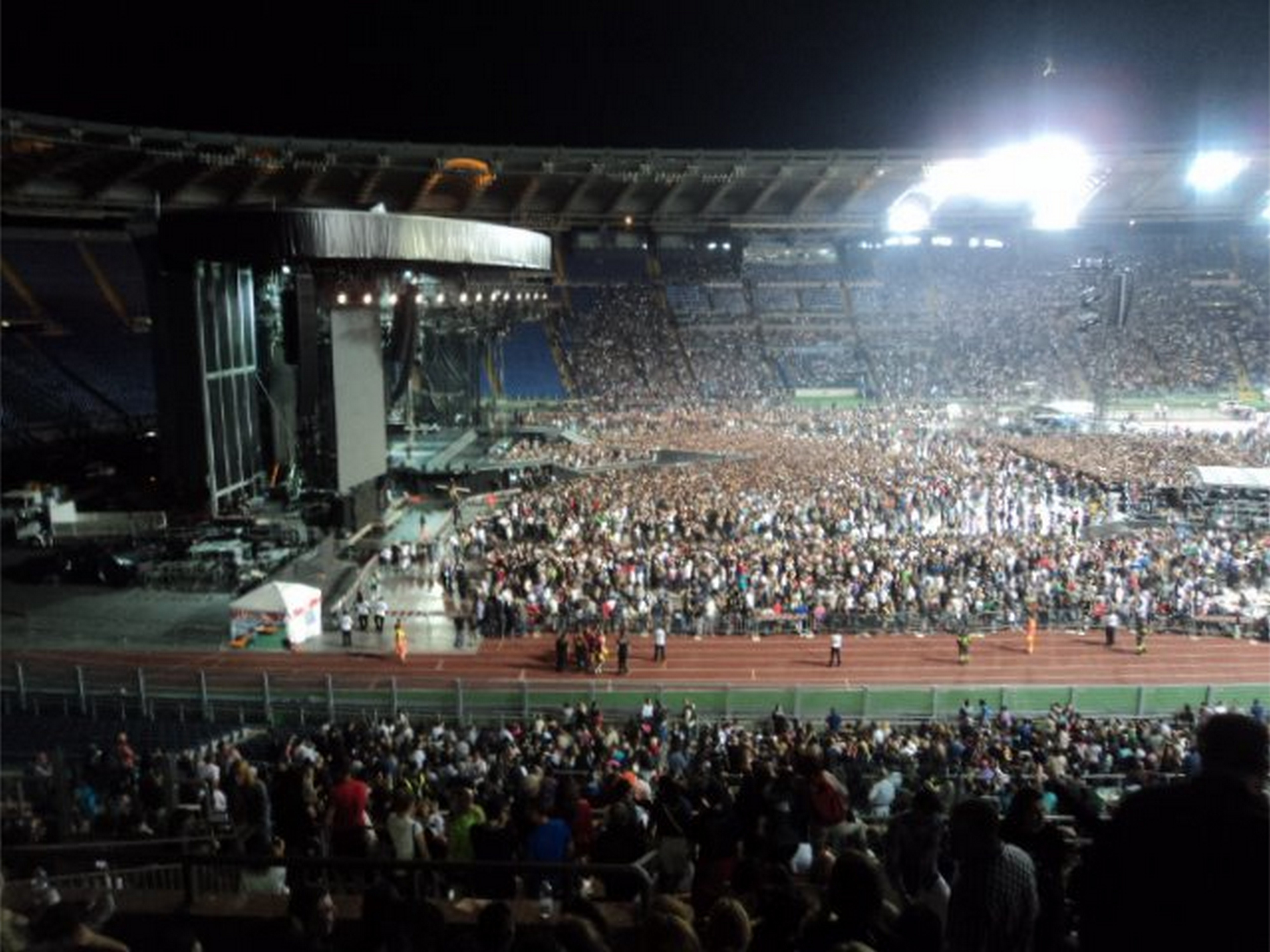
Parte de la audiencia en Italia durante The MDNA Tour
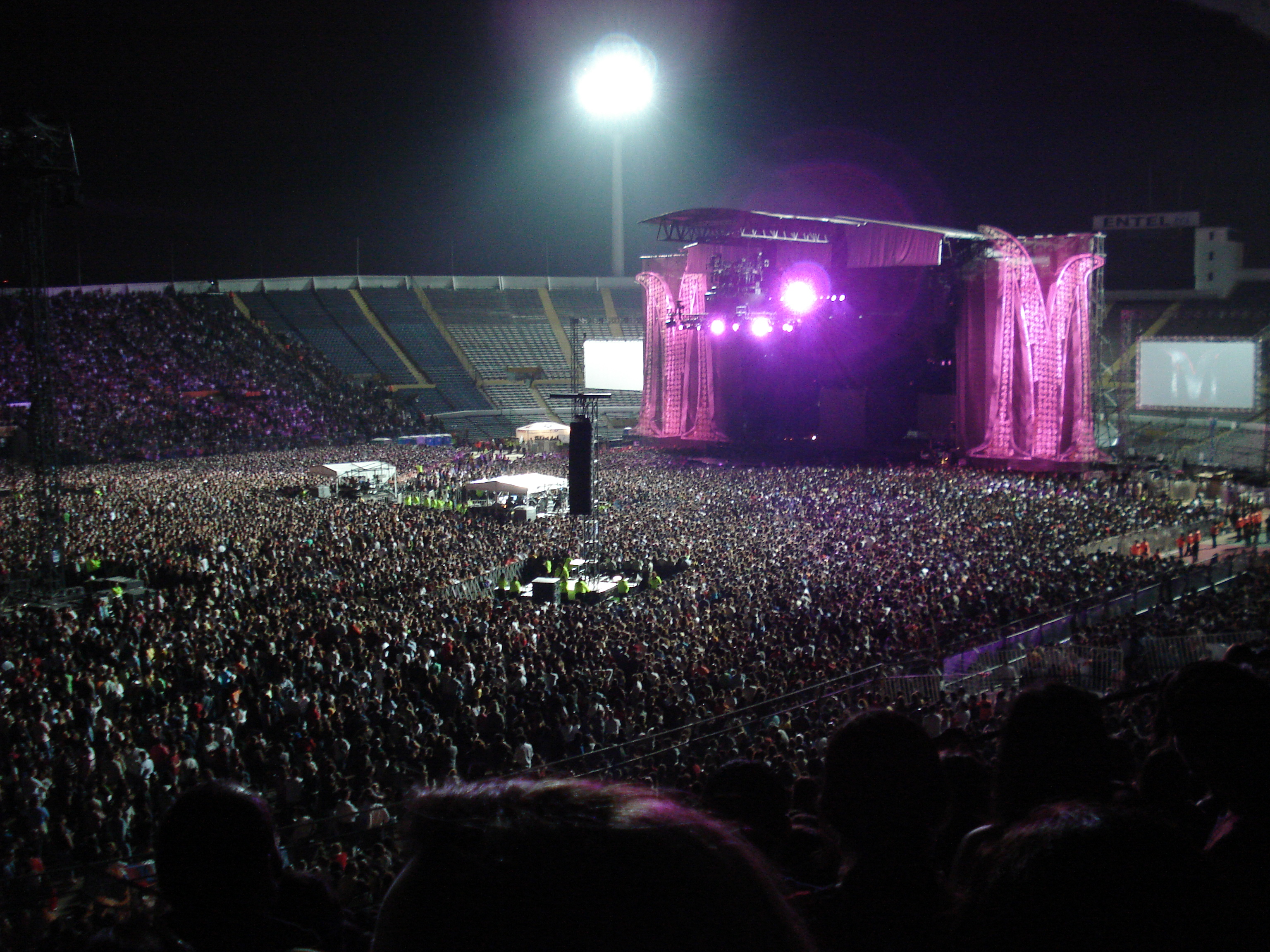
Parte de la audiencia en Chile durante el Sticky & Sweet Tour
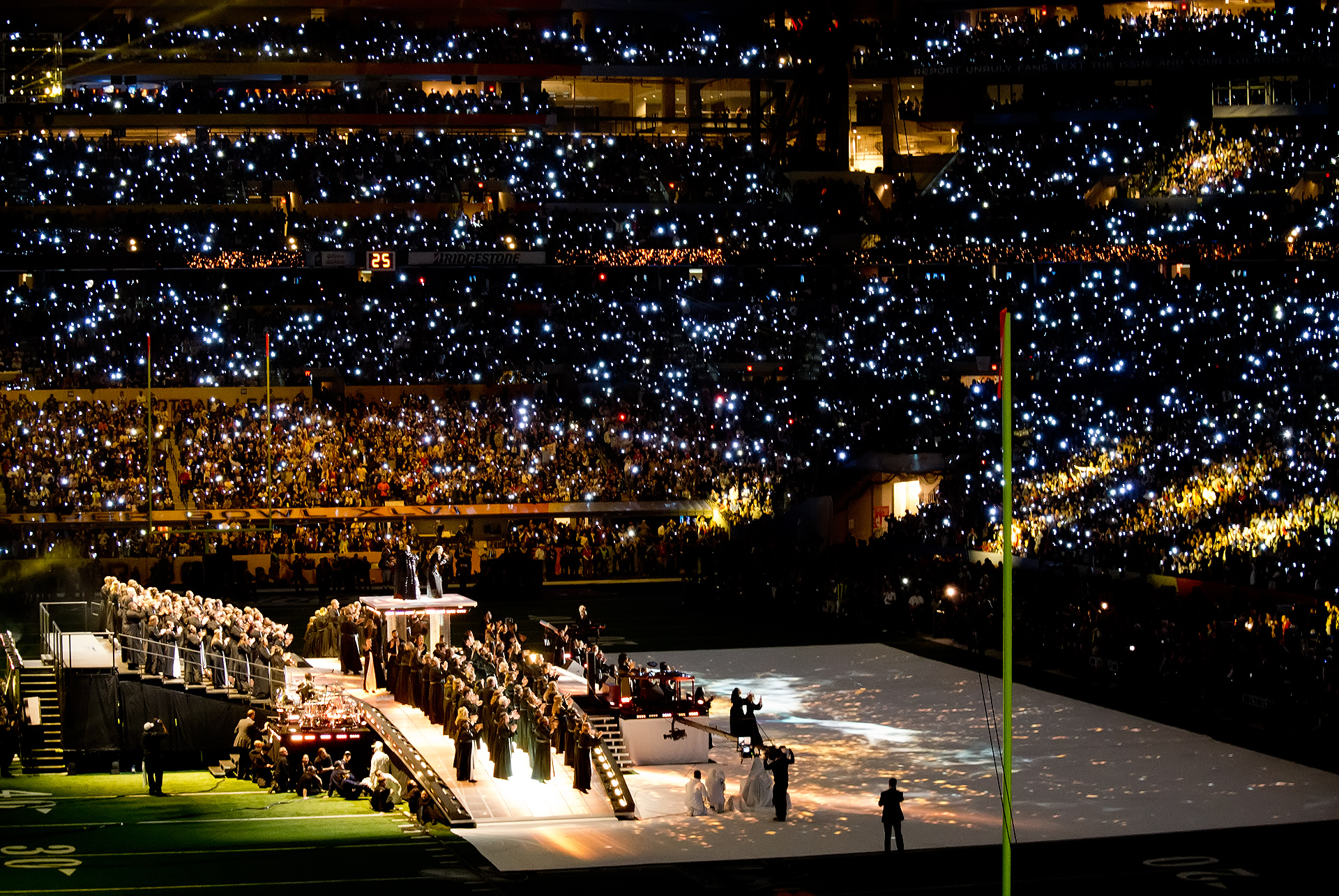
Parte de la audiencia en su presentación del Super Bowl

### Complementaria (externa)
- Madonna Television Appearances; Awards Presentations Encyclopedia.com (en inglés)
- 5 polémicos momentos de Madonna en sus giras Milenio
- El estilo de Madonna sobre el escenario Milenio
- Las 10 coreografías más recordadas en los MTV Milenio
- Fanes hacen de todo por Madonna Milenio